# ドラゴンボールZ ドッカンバトル
『ドラゴンボールZ ドッカンバトル』（ドラゴンボールゼット ドッカンバトル）は、バンダイナムコエンターテインメントより配信されているAndroid・iOS用ゲームアプリ。鳥山明の漫画作品『ドラゴンボール』を題材にしている。基本プレイ無料でアイテム課金が存在する。2015年1月30日にAndroid版、2015年2月19日にiOS版がリリースされた。英語版は2015年7月17日に配信開始している。公式略称は「ドッカン」「ドカバト」。

## 概要
『ドラゴンボール』シリーズのスマートフォン向けゲームタイトル。それまでのスマートフォン向けゲーム『ドラゴンボール アルティメットスワイプ』などは買い切り制のゲームアプリだったが、本作ではF2P型として提供されている。開発および運営はアカツキゲームスが担当する。『ドラゴンボールZ』名義のゲームではあるが元祖『ドラゴンボール』や『ドラゴンボールGT』、アニメ版『ドラゴンボール超』のキャラクターも登場している他、劇場版オリジナルのキャラクターや一部のドラゴンボールゲームのオリジナルキャラクターも登場している。また、ごく一部ではあるが鳥山明作品のキャラクターも登場している。

## キャラクターの詳細
キャラクターにはそれぞれキャラクター名と【二つ名】が設定されている。同じキャラクター名でもキャラクターによって二つ名は異なる。例として『孫悟空』の場合、【あふれる闘争心】孫悟空、【地球育ちのサイヤ人】孫悟空、【新たな物語】孫悟空、といったようにそれぞれ異なる二つ名となっている。その他キャラクターによって様々な詳細が設定されている。

### レアリティ
キャラクターにはレアリティがあり、それぞれN・R・SR・SSR・UR・限界突破UR・LRの7段階に分かれている。SSRまでのレアリティはZ覚醒というシステムでレアリティを1段階上げることが可能。Z覚醒するにはZ覚醒するキャラクターのレベルを最大にして、覚醒メダルと呼ばれるアイテムを必要素材分全て揃え、ゲーム内の通貨であるゼニーを消費すればキャラクターをZ覚醒することができる。Z覚醒すると流派が追加され、基本的に悟空たちのようなヒーロー側は超系に、フリーザやサイヤ人編の頃のベジータのような悪役は極系になる。また大半のキャラクターはドッカン覚醒で限界突破することが可能。ドッカン覚醒するにはZ覚醒同様、覚醒メダルやゼニーを必要な分全てそろえ、Z覚醒したキャラクターのレベルを最大にすればキャラクターをドッカン覚醒することができる。ドッカン覚醒後のキャラクターはレベルが1に戻る。なお最初からUR、限界突破UR、LRのキャラクターはごく一部を除き、基本的には存在しない。
- N

最低クラスのレアリティ。主に冒険や友情ガシャで入手する。最大レベルは20。
- R

低クラスのレアリティ。主に友情ガシャや通常のガシャで入手する。最大レベルは40。
- SR

高クラスのレアリティ。主に通常のガシャで入手する。最大レベルは60。
- SSR

最高クラスのレアリティ。主に通常ガシャから入手したりイベントで入手する。最大レベルは80。
- UR（アルティメット・レア）

SSRをZ覚醒させた時のレアリティ。大半のキャラクターはここから限界突破URへとドッカン覚醒が可能。最大レベルは100。
- 限界突破UR

URのキャラをドッカン覚醒させた時のレアリティ。基本的にはここで終わりだが一部のキャラクターはさらに強力なLRへとドッカン覚醒が可能だったり「極限Z覚醒」という更なるパワーアップが可能。最大レベルは120。極限Z覚醒を最終段階までした場合の最大レベルは140。
- LR（レジェンド・レア）

一部のSSRキャラクターを限界突破URにドッカン覚醒させたあともう一度ドッカン覚醒することで誕生する伝説級のレアリティ。リンクスキルに必ず「伝説の力」がある。最大レベルは150。また必殺技レベルの限界が20にまで上がり、気力も24まで上がるようになり、超強力な「超必殺技」が発動できるようになる。ごく一部はここからさらに「極限Z覚醒」が可能。

### 極限Z覚醒
一部のキャラクター、主にドッカンフェス限定のキャラクターが使用可能な更なる成長システム。「極限Zバトル」および「極限Zエリア」という高難易度イベントなどで入手できるメダルで最大7段階まで覚醒可能。一定覚醒するたびにキャラクターのレベル上限や必殺技レベルが上昇していき、最終的にはリーダースキルやパッシブスキルも強化される。最終段階まで極限Z覚醒させた時のキャラクターレベルは140になり、必殺技レベルも15まで上がるようになる。なお必殺技はレベルを14まで上げると必殺技名の後に（極限）が付き、威力値や追加効果のパワーアップや新たな追加効果を付与されることもある。

#### LRキャラクターの極限Z覚醒
レアリティがLRのキャラクターは極限Z覚醒の仕様が限界突破URと比べ以下のように変わっている。
- 最大3段階まで覚醒可能
- キャラクターレベルおよびパラメータは変わらない。
- 必殺技レベルは25まで上昇する。必殺技レベルを24にすると必殺技名の後に（極限）が付き、追加効果がパワーアップする。

リーダースキルやパッシブスキルが変わるのは限界突破URと同様。

#### 超極限Z覚醒
極限Z覚醒済みのキャラクターをさらに強化する。なお、パッシブスキルのみの強化となり、必殺技の追加効果は強化されない。

### ステータス
キャラクターにはHP、ATK、DEFのステータスが設定されている。それぞれのステータスの説明は以下の通り。
- HP（ヒットポイント）

チームのHPに影響する。チーム内での合計HPがチーム全体のHPとなる。リーダースキルで上昇可能。
- ATK（アタック）

キャラクターの攻撃力に影響する。リーダースキルやパッシブスキルなどで上昇可能。
- DEF（ディフェンス）

キャラクターの防御力に影響する。ATK同様にリーダースキルやパッシブスキルなどで上昇可能。

### 必殺技
キャラクター毎に設定されている技。威力は低・中・大・破壊的・特大・大規模・超特大・超絶特大・極大・超極大に分けられている。またレベルが設定されており、修行で同じ名前のキャラクターを使うか、二つ名含めて全く同じキャラクターを使うか各種イベントやログインボーナスで入手できる老界王神カードを使用することでレベルを上げることが可能。基本的に必殺技のレベルの上限は10だがLRのキャラクターは20まで上がる。各属性ごとの必殺技レベルを上げれる大界王カードもある他、30%の確率でレベルが上がる老界王神（居眠り）もある。必殺技のレベルはZ覚醒やドッカン覚醒、極限Z覚醒後でも引き継がれる。

#### 技やスキルの威力・区分
キャラクターの全ての必殺技、ダメージを与えるスキルにはそれぞれ威力が設定されており、威力の表記は低・中・大・破壊的・特大・大規模・超特大・超絶特大・極大・超極大・究極・超究極に分けられている。また一部の必殺技やダメージを与えるスキルには区分があり、気弾による攻撃の気弾系、打撃による攻撃の格闘系、武器による攻撃の物理系、気弾や打撃などのコンボを当てるその他系の4つに分けられている。

#### 必殺技の追加効果
一部の必殺技には、自身のステータスを上昇させたり、敵に弱体化させたり状態異常を付与する技もある。基本的に必殺技の追加効果は重ね掛け可能。この一部は敵が所持していることもある。
- 全体必殺技（敵全体に〜）

敵全体に対してダメージを与えることが可能。ただし威力値が低いことが多い。この効果を持つ必殺技は確率で会心発生や状態異常付与をする場合、敵1体毎に判定が行われる。
- ATK上昇

必殺技発動時、指定されたターン数、ターン数が指定されていない時はバトル中ほぼ永続的に自身のATK値が上昇する。この効果によるATK上昇はATKそのものが完全に上昇するのではなく、必殺技の威力が上昇するのが正しい効果である。通常攻撃や反撃はATK値そのままによる攻撃のため、この恩恵を受けやすい。上昇、大幅上昇、超大幅上昇の順に効果が高くなる。
- DEF上昇

必殺技発動時、指定されたターン数、ターン数が指定されていない時はバトル中ほぼ永続的に自身のDEF値が上昇する。こちらはATK上昇とは違い、DEFが掛け算方式で上昇するため、パッシブスキルなどにもよるがDEFが大きく上昇する。ATK同様上昇、大幅上昇、超大幅上昇の順に効果が高くなる。
- ATK&DEF上昇

指定されたターン数、ターン数が指定されていない時はバトル中ほぼ永続的に自身のATK値とDEF値が上昇する。上昇、大幅上昇、超大幅上昇の順に効果が高くなる。
- 必殺技封じ

必殺技を当てた敵の必殺技を2ターン封じる。この効果を持つ必殺技を回避された場合、必殺技封じの効果は発動しない。基本必ず発動するがキャラによっては高確率などに設定されている。
- 気絶

必殺技を当てた敵を2ターン気絶させ、行動を封じる。必殺技封じ同様この効果を持つ必殺技を回避された場合、気絶の効果は発動しない。ときどき、まれに、中確率、高確率、超高確率の順に発生確率が高くなる。
- 回復

必殺技発動時、チームのHPが回復する。回復量は必殺技毎に異なる。
- 反動ダメージ（HPの〇%分ダメージ）

反動ダメージは仮称。必殺技発動時、チームのHPが減少する。この減少によってチームのHPは0にはならず、最低でも1は残る。受ける反動ダメージの量は必殺技毎に異なる。基本必ず発動するがキャラによっては高確率などに設定されており、確率で発動しなかった場合は反動ダメージを受けない。
- 仲間（味方）ATK上昇

必殺技発動後、チーム全体の味方のATKが上昇する。効果が持続するのは基本的に1ターンか2ターンの間。
- 仲間（味方）DEF上昇

必殺技発動後、チーム全体の味方のDEFが上昇する。効果が持続するのは基本的に1ターンか2ターンの間。
- 仲間（味方）ATK&DEF上昇

必殺技発動後、チーム全体の味方のATKとDEFが上昇する。効果が持続するのは基本的に1ターンか2ターンの間。
- ATK低下

必殺技を当てた敵のATKを2ターン低下させる。必殺技の追加効果でこの状態異常になった場合、通常攻撃の威力は下がりやすいが必殺技の威力はそこまで影響しない。低下、大幅低下の順に効果が高くなる。
- DEF低下

必殺技を当てた敵のDEFを2ターン低下させる。敵にこの状態異常を付与しても高いDEFを持つ一部の敵以外にはこの状態異常による恩恵は薄い。低下、大幅低下、超大幅低下の順に効果が高くなる。
- ATK&DEF低下

必殺技を当てた敵のATKとDEFを2ターン低下させる。DEF低下と比べるとDEFの減少量は少ない。低下、大幅低下の順に効果が高くなる。
- 相手のガード無効化

必殺技発動時に1ターンの間対象の敵のガードを無効化する。ガードが無効化されている敵は属性相性が不利なキャラクターでも通常通りの属性相性でダメージを与えることが可能。
- 全属性に効果抜群で攻撃

必殺技発動時に1ターンの間属性の相性を無視し、どの属性に対しても効果抜群の攻撃を与える。
- 会心

必殺技発動時、1ターンの間確率で会心が発動する。この効果は連続攻撃による重ねがけも可能。
- 行動無効化（敵の行動をそのターンのみ1回無効化する）

必殺技を当てた敵の行動をそのターンのみ1回だけ無効化する。

### リーダースキル
キャラクターをチームのリーダーにした時に発動するスキル。「特定の属性のステータスアップ」や「特定のカテゴリのステータスアップ」などバトル中キャラクターをパワーアップさせることが可能。一部は「特定のカテゴリのステータスアップに加え、ステータスアップの条件にかかるキャラクターは特定のカテゴリを含んでいた場合さらにステータスアップ」というリーダースキルを持っているキャラクターもいる。フレンドやゲストに選んだキャラクターにもこのスキルが発動する。

### パッシブスキル
バトル中に自動発動するスキル。「自身のステータスアップ」や「特定属性のステータスアップ」、「敵のステータスを下げたり状態異常にする」といったように多種多様なスキルがある。一部は、「必殺技発動時」および「攻撃時」に発動するタイプのスキルもある。また「特定のキャラクターもしくはカテゴリ持ちのキャラクターがチームにいるか攻撃参加時にいると発動」するスキルや「特定のキャラクターもしくはカテゴリ持ちのキャラクターが敵にいると発動」するタイプのスキルもある。

### アクティブスキル
バトル中に特定の発動条件を満たすと発動可能なスキル。発動可能なキャラクターのアイコンをタップしながら上方向にスワイプし「はなて!!!」の文字が表示されたあと指を離すと発動する。効果はキャラクターによって異なるが、「敵に究極ダメージを与える」、「一定ターンステータスアップ」といった効果をもたらす。オプションの設定で演出をスキップ可能。基本一度のみしか発動できないが一部のキャラクターは2回以上発動できる。

### リンクスキル
キャラクター毎に複数所持しているスキル。バトル中の攻撃順選択時、同じリンクスキルを持ったキャラクターが隣同士に並ぶと発動する。ただし発動条件があるリンクスキルは条件を満たさないと発動しない上、同じ名前のキャラクター同士が並んでも発動しない。これは二つ名が異なる場合でも発動不可。またバトルリザルトでリンクスキルのレベルが上がることもあるが、ACTを消費しないイベントでは上がらない上に極限Zバトル、バーチャルドッカン大乱戦や天下一武道会などの特殊形式のイベントではリンクスキルのレベルは上昇しない。

### カテゴリ
そのキャラクター毎に設定されてあるカテゴリ。例えば孫悟空なら【純粋なサイヤ人】ということで「純粋サイヤ人」のカテゴリがあるなどキャラクター毎に様々なカテゴリがある。ただし、ドッカン覚醒して名称が変わるキャラクターはドッカン覚醒後に正式なカテゴリが付与される。また、名称に「&」が付く複数のキャラクターが存在するカードにはそのキャラクターたちに共通するカテゴリのみが付与される。

### 変身
特定のキャラクターが所持している特殊なパッシブスキルおよびアクティブスキルであり、変身条件を満たしていると前者は自身の攻撃参加時に自動で変身し、後者はアクティブスキルの発動で変身する。変身に必要なターン経過は大猿、巨大化、激怒中はカウントされない。一部キャラクターは変身後にリンクスキルが変わる。変身後は必殺技も変更されるためキャラクターによっては必殺技の追加効果が変わったり、必殺技の区分が変わることがある。変身後のキャラクターは同名キャラクターともリンクスキルは発動する。この機能を持つキャラクターは変身前に加え変身後のカテゴリが適用される。

#### 交代
変身同様パッシブスキルやアクティブスキルで発動可能な機能。この機能はスキル効果フィルタでは変身の項目に含まれている。この機能を持つキャラクターは交代前のキャラクターと交代後のキャラクターに「/」で区切られ、交代前と交代後それぞれのキャラクターとは同じキャラクターとされない。バトル中はそれぞれ独立したキャラクターとして扱われる。この機能を持つキャラクターは交代前、交代後問わず「交代前のキャラクター」のカテゴリが反映されるため、カテゴリがおかしいことになる。

### 大猿化・巨大化・激怒
一部のキャラクターはパッシブスキルやアクティブスキルで一定のターンの間、以下の効果を発動できる。
- バトルキャラクター（攻撃参加時のキャラクター）が能力を発動したキャラクターのみになる。
- 全ての攻撃を能力発動中のキャラクターが行う。
- ATKが一定の数値にまで上がり、攻撃を受けてもダメージや状態異常を受けなくなる。

基本的に巨大化や激怒状態ではパッシブスキルの効果が消滅するが、一部のキャラクターは気玉取得の度に気力が上昇するなどのスキルを持っていることもある。この能力が発動しても潜在能力解放によるパワーアップは影響を受ける。【幻魔人が眠る身体】タピオン（ヒルデガーン）や【ビッグゲテスターとの融合】メタルクウラなど別の方法でこの能力を使うキャラクターも存在する。

### 条件必殺技（ユニット必殺技）
特定のキャラクターが所持しており、攻撃参加時に特定のキャラクターがいるとより強力な必殺技を発動可能。基本的には威力値の上昇や追加効果のパワーアップが該当する。

### 復活スキル
特定のキャラクターが所持しており、発動条件を満たしているとそのターン中にHPが0になってK.O.された場合、一度だけHPを回復して復活する。復活可能の条件を満たしているキャラクターには専用のアイコンが付く。復活した場合は強制的に次のターンに移行する。復活時は必殺技による追加効果などは引き継がれる。このスキルを所持しているキャラクターが複数いても発動するのは一回のバトル中に一度のみ。

### ビジュアルチェンジ
特定のキャラクターが所持しているギミック。特定の条件を満たすとイラストおよびキャラクターの見た目が変化する。状態異常などの効果は引き継ぐがステータスに変更はないほか、必殺技の変更もない。一部のキャラクターは「着替え」というのになっているほか、着替えるとステータスが変化する。「着替え」をした場合でもビジュアルチェンジ同様必殺技は変更されない。「着替え」はスキル効果フィルタでは変身の項目に含まれている。

### 登場時演出
ビジュアルチェンジ同様特定のキャラクターが所持しているギミック。自身がバトルで初行動時に専用の演出が流れる。オプションで演出をスキップ可能。

### スタンバイスキル
バトル中に特定の発動条件を満たすと発動可能なスキル。発動可能なキャラクターのアイコンをタップしながら下方向にスワイプし「はなて!!!」の文字が表示されたあと指を離すとスタンバイ状態に移行する。スタンバイ中は変身や交代のような別キャラクター扱いとなる。一定ターン経過時またはチャージフィニッシュ、復活カウンターを発動するとスタンバイが解除され、通常のバトルキャラクターに戻る。一部のキャラクターはチャージフィニッシュ後にスタンバイ前・スタンバイ中とも別のキャラクターに変身する場合がある。
スキルチャージ
スタンバイ中の味方全員の気玉取得数に応じて専用のゲージが溜まっていき、溜まった量（気玉取得数）に応じて発動するチャージフィニッシュが変化する。
チャージフィニッシュ
スタンバイスキルを発動後、次の攻撃参加ターン以降発動可能。スタンバイ時と同様に下方向にスワイプし指を離すと専用の効果が発動する。
復活カウンター
スタンバイ中にKOされる事で発動。復活スキルに付随する形で発動し、自身または味方をKOした敵に反撃する。
カウンターフィニッシュ
スタンバイ中に必殺技を受けることで発動できる。受けた必殺技を無効化し、反撃する。

### フィールド効果
特定のキャラクターが所持しているスキル。発動するとバトル中の背景とBGMが変化し、専用の効果が発動する。特定ターンが経過すると元の背景、BGMに戻る。

### ターゲット集中
9周年キャンペーンで登場したスキル。そのターンのみ全ての攻撃を自身に集中させる能力。

### リバーシブルチェンジ
10周年キャンペーンで登場したスキル。表と裏でキャラクターを変えることができ、アクティブスキル等の演出や効果も変わる。

## チームの編成
ステージに挑戦する際はチームを編成する必要があり、最大6人で1組のチームを編成することが可能。チームは最大8デッキまで作ることが可能。キャラクター毎にコストが設定されており、かつてはそのコストの合計がコスト上限を超えているとチームを編成することができないため、コストの上限内で編成する必要があったが、Ver.5.0.0よりコストの上限が撤廃され、自由に編成できるようになった。かつては名前が完全に同じキャラクター同士を編成することは不可能だったがVer.4.16.0より【二つ名】さえ違えば同じ名称のキャラクターを編成できるようになった。左上の枠にはLEADERと書かれた表示があり、そこに入れたキャラクターはリーダースキルが発動するようになる。またフレンド用サポーターという欄もあり、そこに設定したキャラクターは他のプレイヤーのフレンド選択画面に登場するようになる。ただしフレンド以外であるゲストでは反映されない。キャラクターを編成していない枠には枠埋め要員としてステータスが極めて低い体属性の栽培マンが参加することになる。
ゲストおよびフレンドの設定
ステージに挑戦する際はゲストもしくはフレンドが選んだキャラクターを1体選ぶ必要がある。ゲストやフレンドのキャラクターにはリーダースキルが発動するため、リーダースキルを自分のリーダースキルと合うかどうか考えて選ぶ必要がある。Ver.5.0.0からは自分のチームのリーダースキルに合わせて自動で設定されるがチームのリーダースキルに合わない場合もあるほか、該当するリーダースキル持ちのキャラクターがいない場合もある。また、一度選んだフレンドは日にちが変わるまで再び選ぶことができない。ステージによってはスペシャルフレンドと呼ばれるキャラクターが固定で登場する。
チーム選択
ゲストやフレンドのキャラクターを選んだら最後にどのチームで挑むか再度選択する必要がある。この時でもチームの編成は可能である。またこの時にサポートアイテムやサポートメモリーを設定することが可能。準備が済んだら【挑む！】の欄をタップすればそのステージに設定されている分のACT（スタミナに相応）を消費してステージに挑戦する。また一度クリアしたステージでは「CLEARED DECK（クリアデッキ）」というデッキが追加され、そのステージで最後に挑んだ際のチームが設定される。

## ゲームシステム
マップモード
移動は「すごろくマップ」になっており、3つの数字のうちの1つをタップすることでマスを進めることができる。マップの中には覚醒メダル、サポートアイテム、修行アイテムを獲得できたり、味方キャラクターがパワーアップしたりする多くのイベントマスが出現する。イベントマスの中には止まるとダメージを受けてしまうマスや、アイテム、パワーアップ、ダメージのいずれかの効果が発動される「?」のマークが書かれた「ランダムマス」、マップ上の離れたマスへ移動する筋斗雲マスや、ゲーム内通貨であるゼニーを使ってアイテムを入手できる占いババマスなどの特殊なマスも存在する。マップ上で敵に遭遇するとバトルとなり、中ボスやステージボスの場合は出た目に関係なくボスのいるマスで移動がストップし、強制的にバトルとなる。「☆」のマークが書かれた「ゴールマス」に辿り着けばステージクリアとなる。
バトル
味方3人がターン毎に入れ替わるターン制バトル。表示されている味方のアイコンの並び順によりリンクスキルが発動し、さまざまな強化効果を得ることができる。バトルは画面中の“気”の玉（気玉）をタッチすることで進み、味方の気力メーターが増加し、一定の気力を超えると必殺技が発動可能となる。通常は気力が12に到達すると必殺技が発動するが、一部のキャラクターはそれよりも少ない気力で必殺技が発動することが可能。また、レアリティがLR（レジェンド・レア）のキャラクターは気力を18以上にすると必殺技よりもさらに強力な超必殺技が発動可能。基本的には敵全員のHPを0にするとK.O.となり、勝利となる。逆に味方のキャラクターが攻撃を受けてチームのHPが0になると敗北となるが、龍石1個を使用してコンティニューすれば強制的に次のターンに移行し、チームのHPが全回復するほか1ターンの間味方全員の気力が+3され（巨大化などで変化した場合は例外）、ドッカンゲージも上昇する。ただし一部のステージはコンティニューできない。
属性
登場キャラクターには5つの属性がある。色でも識別が可能である。自身と同じ色の気の玉を取得すると気力がさらに+1されDEFに応じてHPが少し回復する。
- 速（青）
- 技（緑）
- 知（紫）
- 力（赤）
- 体（黄）

相性は 技＞速＞力＞体＞知＞技 の順。自分が強い属性から攻撃を受けるとガードが発動してダメージを軽減でき、逆に弱い属性だとダメージが上がる。【最強のフュージョン】超ゴジータなど、一部のキャラクターがパッシブスキルで持つ効果抜群攻撃はこの相性を無視し、どの属性に対しても大ダメージを与えることが可能。また潜在能力解放で付けることが可能なほか一部キャラクターがパッシブスキルで持つ会心は属性の相性を無視して攻撃できる他、効果抜群の攻撃よりもダメージが上がり、DEFを無視してダメージを与えることが可能。【邪念の化身】スーパージャネンバなど一部のキャラクターは全ての攻撃をガードというパッシブスキルを持ち、それがある場合は全ての属性からの攻撃を不利属性含めガードすることが可能。
バトル中の行動順番
ステージに挑戦している間、画面の右下に円形のアイコンが表示され、チームにいる6人のキャラクターとゲストおよびフレンドで選んだキャラクターの計7人が円形のアイコンにそれぞれ分けられて配置されている。バトル中はそのアイコンの右上から時計回りに3人ずつ行動する。1ターン目、2ターン目はアイコン通りに順番が回るが3ターン目は『7番目に配置してある』キャラクターと『1ターン目の行動時に1番目、2番目になっていた』キャラクターが行動する。以降のターンは現在のターン毎に『2ターン前の行動時に1番目、2番目になっていた』キャラクターと『3ターン前の行動時に3番目になっていた』キャラクターで行動するようになる。
ドッカンモード
HPバーの下部にあるドッカンゲージが全て溜まると発動可能な強力な攻撃。ドッカンゲージは気の玉を取得することで溜まり、キャラクターの属性と同じ色の気の玉を取得した場合通常の2倍のゲージが上昇する。ゲージが全て溜まるとゲージが虹色になり、キャラクターの必殺技の発動が確定するとドッカンモードに突入する。なお複数キャラクターが必殺技を発動できる場合、攻撃順番が早いキャラクターがドッカンモードに突入可能。ドッカンモードに突入したキャラクターは必殺技の威力が上がり、敵全体に必殺技を放つようになる。その他に突入時は気のカーソルが数字に重なった時にタップするとさらに必殺技の威力が増加する。またドッカンモード時の必殺技は敵の回避および吸収や無効化のエネミースキルを無視して攻撃可能。ドッカンモードを発動したターンの終了時には与えたダメージに応じてHPが回復する隠し効果もある。また、気のカーソルを全てタップできた場合、確定会心の隠し効果がある。
報酬ブースト
Ver.4.3.0より、一度クリアした難易度のステージならブーストを使いACTの消費が2倍になる代わりに2回クリアした分の報酬を獲得することが可能（報酬が倍になるわけではない）。ただし1日1回しか挑戦できないステージや追憶の扉で挑戦するステージ、また極限ZバトルやACTを消費しないステージでは一度クリアしていても使用不可能。バトルで獲得できる報酬はカテゴリによる特殊効果で増加した追加ドロップも報酬倍増の対象になるが、占いババマスなど一部報酬倍増の対象外になる報酬もあるほか、バトル時に獲得できる報酬は増加した抽選枠において報酬が再抽選されるため同一の報酬が獲得できない場合もある。ブーストが使用できるゲージは通常時は最大3本までで、ブーストを使うと1本消費する。ブーストが使用できるゲージは通常時は8時間につき1本回復する。周年イベント等の開催期間中の土日に、ブーストの最大本数が5本に、回復時間が5時間に短縮されるイベントが開催されることがある。
オートモード
Ver.5.0.0より、イベントは各マップの難易度をクリアすることで、冒険は無条件でマップやバトルでオートモードを設定できるようになった。ただし一部のマップはオートモード非対応またはマップ版かバトル版のオートモードが使用不可となっている。オートモードの使用によるドロップアイテムの増減やステータスの変化は発生しない。また、オートモードと報酬ブーストは併用可能である。マップでのオートモード中は出目の数字が一番大きいのを選び自動的に進むようになる。ルートが分かれる場合にはランダムで選択され進む。バトルでのオートモード中は並び替えを一切せず、そのままの並び順で一番多く気力が上がるように並んでいる気玉を取得する。オートモード中でもドッカンモードは手動で操作可能。各オートモードはマップの移動中やバトル中の一部画面で切り替え可能。

### パッシブスキルによる特殊行動
一部のキャラクターはパッシブスキルによって特殊な行動が可能である。キャラクターによっては条件を満たすと強制発動するものもあるが、基本的に条件を満たすと任意のタイミングで発動できるキャラクターが多い。一部のキャラクターは確率で発動したり、一定のターンしか発動しない、特定のキャラクターがいると発動するなど様々な条件が設定されていたりする。以下はその一例（※記載されている名称は一部を除きスキル効果フィルタでの名称を参照にしている。（）内はパッシブスキルのテキストによる名称）。
- 気絶

必殺技追加効果の気絶同様、敵を気絶させる。ターン数が指定されている場合は指定されたターンの間気絶させるが、ターン数が指定されていない場合は1ターンの間敵を気絶させる。
- 必殺技封じ

必殺技追加効果の必殺技封じ同様、敵の必殺技を封じる。ターン数が指定されている場合は指定されたターンの間必殺技を封じるが、ターン数が指定されていない場合は1ターンの間必殺技を封じる。
- ガード無効化

必殺技追加効果のガード無効化同様、1ターンの間対象の敵のガードを無効化する。
- 行動無効化（敵の行動をそのターンのみ1回無効化する）

必殺技追加効果の行動無効化同様、敵の行動をそのターンのみ1回だけ無効化する。
- 効果抜群攻撃（全属性に効果抜群で攻撃）

属性の相性を無視し、どの属性に対しても効果抜群の攻撃を与える。
- カウンター（〇〇な威力で反撃）

通常攻撃を受けた際、反撃して敵にダメージを与える。反撃する際は自身のATKと反撃の威力に応じたダメージを与える。反撃する対象は攻撃をしてきた敵のみ。絶大、超絶大の順に威力が上がる。この攻撃も効果抜群の効果と会心の効果は発生する。
- 必殺技無効化カウンター（敵必殺技 / 気弾系必殺技 / 打撃系必殺技を〇確率で無効化し〇〇な威力で反撃）

必殺技無効化カウンターは仮称。一定の確率で、敵の必殺技または気団系必殺技、打撃系必殺技を無効化し敵にダメージを与える。カウンター同様自身のATKと反撃の威力に応じたダメージを与える他、効果抜群の効果と会心の効果も発生する。絶大、超絶大の順に威力が上がる。「回避無効」のエネミースキルを持つ敵の必殺技は無効化できない上、カウンターもできなかったが、アップデートによって無効化および、カウンターができるようになった。
- ダメージ軽減

敵から受けるダメージを倍率で軽減可能。一部通常攻撃限定でダメージ軽減が発動するキャラクターや、攻撃を受ける時にダメージ軽減が発生するキャラクターやガードした時に発動など条件が色々と異なる例も存在する。またHPの残量やターン経過で軽減倍率が変動するキャラクターもいる。
- ガード（全ての攻撃をガード）

属性の相性を無視し、どの属性からの攻撃も全てガードする。確率でこのスキルが発動する場合、発動しなかった場合はそのターン中はどんなに攻撃を受けても発動しない上、発動したか否かはプレイヤーが判別することは不可能。
- 気玉変化（〇気玉を〇気玉に変化、属性気玉のうちランダムで1種類を虹気玉に変化させる、など）

気玉を別の気玉に変化させる。変化させる気玉と変化させた後の気玉が指定されている場合はそれらの気玉に変化させる。一部のキャラクターは2種類の気玉を1種類の気玉に変化させることが可能。ランダムで1種類を虹気玉に変化させる場合はどの種類の気玉が変化するかはランダムで変わる。
- 気玉ATK上昇、気玉DEF上昇、気玉気力上昇、気玉ダメージ軽減率上昇、気玉会心率上昇、気玉回避率上昇（取得気玉1個につき〜、取得〇気玉1個につき〜）

気玉を取得、もしくは指定された色の気玉を取得すると指定されたステータスが上昇する。取得する気玉の数が多いとステータスの上昇量も上がる。一部キャラクターは上昇するステータスに上限が設定されていたりもする。
- 気玉回復（取得気玉1個につきHP〇〇回復、取得〇気玉1個につきHP〇〇回復）

気玉を取得すると一定量HPが回復する。取得する気玉の数が多いと回復量も上がる。自身と同じ色の気玉を取得した場合の回復とは別で回復するほか、これによる回復量は潜在能力スキルの治癒能力UPの影響を受けない。
- 会心

攻撃時に会心が発生する。発動時はダメージ表記の上にCRITICALと表示され、属性相性とDEFを無視した大ダメージを与える。基本的には確率で発動するがキャラクターによっては確実に発動する。パッシブスキルでの会心の確率は潜在能力スキルの会心の確率とは別となっている。
- 連続攻撃

攻撃後、追加の攻撃を行う。通常攻撃のみで連続攻撃するキャラクターや、基本通常攻撃だが一定確率で必殺技で連続攻撃するキャラクターや、必殺技で連続攻撃するキャラクターなどに分けられている。
- 回避

敵の攻撃を無効化する。基本的には確率で発動するがキャラクターによっては確実に発動する。パッシブスキルでの回避の確率は潜在能力スキルの回避の確率とは別となっている。
- 必殺技察知（敵の必殺技を見極める）

敵がどのタイミングで必殺技を発動するかが判別できるようになる。
- 吸収 / 無効

特定の区分の必殺技を無効化もしくは吸収する。「回避無効」のエネミースキルを持つ敵からの必殺技も無効化もしくは吸収可能。
- 必中（攻撃が必ず命中）

敵が「回避」のエネミースキルを持っていても攻撃が絶対に当たるようになる。ただし気弾系必殺技無効、気弾系必殺技吸収の影響は受ける。
- 攻撃不可（フィニッシュ発動時以外は攻撃不可）

スタンバイ中のみ発動するスキルで、チャージフィニッシュを除き一切攻撃ができなくなる。この状態の時は攻撃するタイミングに専用のテキストが表示される。敵の攻撃による状態異常以外で唯一攻撃ができない状態。

### 状態異常
キャラクターの必殺技には状態異常を引き起こすのもあり、一定ターンステータスが下がったり、行動ができなくなったりする。また一部パッシブスキルで状態異常を付与するキャラクターも存在する。
- ATK低下

キャラクターの攻撃力が下がっている状態。必殺技の追加効果でこれを付与した場合、必殺技発動時のATKにはあまり影響しておらず必殺技の威力に関しては威力がほとんど変わっていないことが多いが、味方のパッシブスキルによる低下は必殺技の威力にも影響が大きく、必殺技でのダメージも減少しやすい。また味方の反撃は必殺技の追加効果でもこの影響を受けやすい。ATK上昇の必殺技追加効果とは打ち消し合う。
- DEF低下

キャラクターの防御力が下がっている状態。敵は基本的にダメージカットでダメージを軽減するため、一部の高いDEFを持つ敵以外はこの状態異常の影響は受けにくいが、味方はDEFでダメージを軽減するのが基本のため、味方がこの状態異常になると一気にダメージが大きくなる恐れがあり、非常に危険な状態異常である。DEF上昇の必殺技追加効果とは打ち消し合う。
- 気絶

キャラクターが一切の攻撃ができなくなる状態。この状態ではカウンターもできなくなる。ただし回避などは可能。Ver5.1.0より敵がこの状態になっている時に攻撃するターンが回った場合「気絶して攻撃できない！」というテキストが表示されるようになった。
- 見切り（必殺技封じ）

必殺技を封じられている状態。パッシブスキルには必殺技発動時に発動するものもあるが、この状態になっても必殺技を発動できる気力になればパッシブスキルの発動は可能。
- 足止め

アイテム「整列指示オバケ」の使用もしくは一部のキャラクターのアクティブスキルで攻撃のターンを遅らせた場合に表示される。重ね掛けは不可能。
- 入れ替え不可（威圧）

キャラクターの順番を入れ替えることができなくなる。順番の仕様上2人がこの状態になると完全に順番が固定化される。
- アクションブレイク

行動無効化により次の行動が無効化されている状態。行動が無効化された時は「ひるんで攻撃できない！」というテキストが表示される。

### エネミースキル
一部の敵キャラクターには、専用のスキルであるエネミースキルを発動していることもある。
- ダメージ軽減

ダメージの一部分を軽減する。一部は自分と同じ流派から受けるダメージを軽減する特殊なダメージ軽減を持つこともある。
- ATK低下無効、DEF低下無効、気絶無効、必殺封じ無効

それぞれの状態異常を無効化する。高難易度イベントや強力な敵だと4つとも発動していることが多い。
- 必殺技封じ

攻撃参加中のキャラクターの必殺技を封じる。確率で発動しなかったりする場合もある。一部の敵は全員に必ずこの必殺技封じを付与する。
- 威圧

キャラクターの順番を固定化する「入れ替え不可」状態にする。
- 全体攻撃

攻撃参加中のキャラクター全員に攻撃する。ただし、2番目や3番目に対しての攻撃は威力が下がる。
- 回復

特定の行動時にHPを一定量回復する。回復量はイベントや敵によって異なる。
- 回避

一定確率で味方の攻撃を回避する。ただし「攻撃が必ず命中する」パッシブスキルやアクティブスキルが発動している場合はこのスキルを無視して攻撃可能。
- 回避無効

味方の回避スキルを無効化して攻撃する。このスキルを持つ敵の攻撃は絶対に命中する。長期戦型高難易度イベントでの深層の敵が発動することが多い。
- 気弾系必殺技無効、気弾系必殺技吸収

気弾系に属する必殺技を無効化、もしくは本来受けるはずのダメージ分回復する。主に高難易度イベントでの人造人間系の敵が発動することが多い。気弾系以外ならダメージを与えることは可能。
- アクションブレイク無効

行動無効化による行動停止を無効化する。主に極限Zバトルに出てくる敵が発動する。

会心
味方が使う会心とは違う仕様の会心で攻撃してくる。一部高難易度ステージで出てくる敵が発動する。

#### 敵専用のギミック
エネミースキル以外に専用のギミックを持っている敵もいる。
- カウントダウン

「3…」「2…」「1…」とカウントダウンをした後、即死級の威力である必殺技を発動してくる。必殺封じ状態にすればカウントダウンが進んでも必殺技は発動できない。
- チャージ制限

一部の超激戦やバーチャルドッカン大乱戦に存在するギミック。チャージは攻撃参加中の味方が気の玉を取得した際に1減る。攻撃参加している3人が全員気の玉を取得するため1ターンに3チャージ減ることになる。こちらは規定のチャージが0になる前に撃破しないと強制的にゲームオーバーになる。復活スキルは発動しない。
- FURYゲージ（怒りゲージ）

攻撃を受けると上昇し、MAXになると「激怒」しパラメータが上がる他攻撃回数が増加したりする。攻撃した回数が多いほど上昇量が増え、必殺技で攻撃すると一気にゲージが増加する。一部はターン終了時にある程度ゲージが減少する。
- ENERGYゲージ

超激戦イベント【豪炎と爆煙の幻魔人】『幻魔人完全復活!』のラウンド3に登場するヒルデガーンのみに存在するギミック。このヒルデガーンは超高確率で攻撃を回避するが、攻撃を受けたり、アイテム「タピオンの笛」を使うとこのゲージが減少し、ゲージが無くなった次のターンは弱体化する上回避しなくなる。

## アイテム
ゲーム内では様々なアイテムがあり、バトル中に使う物やそれ以外で使用するものがある。
- サポートアイテム

バトル中に使用できるアイテム。HPを回復したり一定ターンステータスを上昇させたりとアイテムによって様々な効果を持つ。最初は3種類のアイテムを1個ずつしか使用できないが冒険で集められるドラゴンボールで神龍を呼び出した時に持てる数を増やすことができ、4種類のアイテムを2個ずつ使用できるようになる。イベントによっては使えなかったり使用制限が発生したりする。
- サポートメモリー / フィルム

Ver4.14.1で追加されたステージ攻略中に使用できる特殊なアイテム。使用するためにはサポートメモリーを一定数集め完成させる必要がある。完成したサポートメモリーはメモリー毎に設定されているフィルムを使用して効果を発揮することが可能。フィルムは5種類に分けられそれぞれ対応するサポートメモリーで使用できる。ただし条件を満たすと自動的に発動されるため、プレイヤーが手動で使用することはできない。またフィルムが足りていない場合は効果も発動しない。イベントによっては使用不可。
- 追憶の扉の鍵

Ver4.1.0で追加された過去に開催されたイベントに挑戦できる追憶の扉に挑戦できるようになるアイテム。なお現在開催されているイベントは追憶の扉から挑戦することはできない。鍵は「物語」「育成」「挑戦」「限定」「Zバトル」の5種類に分けられそれぞれで対応したイベントに挑戦できるようになる。鍵を使用して挑戦した場合はACTは消費しない。追憶の扉でのステージの内容は報酬は過去に開催されたのと同一だが秘宝を入手しても対象の交換所が開催されるまでその秘宝は使用できないが、秘宝で交換しないと入手できない覚醒メダルのみは交換できる。一部、追憶の扉でも挑戦できないイベントがある。
- スペシャルステッカー

Ver4.8.1で登場したキャラクターのイラストにエフェクトを追加することができる貴重なアイテム。使用できるキャラクターはレアリティを「限界突破UR」にした「ドッカンフェスでのみ排出されるキャラクター」とイベントで入手できるキャラクターや通常のガシャからも排出されるキャラクター問わず「極限Z覚醒可能なキャラクター」が対象となる。LRキャラクターは元からイラストにエフェクトがあるため限界突破URでの状態含め使用はできない。一度エフェクトを追加したキャラクターからエフェクトを取り外すことは不可能。またエフェクトを追加することによるステータスやスキルへの影響は無い。
- 熟成肉

Ver4.9.0にて登場したACT（スタミナ）回復アイテム。（小）、（中）、（大）の3種類に分けられており、使用するとACTが一定量回復する。（小）は20回復、（中）は60回復、（大）は100回復。基本的にステージ挑戦に必要なACTが足りない時のみ使用できるが、回復時にACTの上限を越える個数まで使用可能（それ以上個数を増やして回復することは不可）。同時にいくつかの種類の熟成肉を併用して使用することは不可。ACTが現在の上限を越えて回復している時は使用不可。

## 潜在能力解放
キャラクターのパラメータを最大レベル以上に上昇させることが可能な育成システム。リンクスキルやキャラクター名称に含まれる潜在能力とは関係ない。
この機能を解放するには以下の条件を満たしていることが必須。
- プレイヤーランクが50以上。
- 定常開催イベント「超本気の超決戦」ステージ2「激突！超サイヤ人孫悟空」難易度Z-HARDクリア。

潜在能力解放をするためには毎週決められた曜日毎に開催される「解放せよ 潜在能力」というイベントで手に入る「潜在能力玉」というアイテムが必要であり、小・中・大の3つに分かれている。それらを使用することでキャラクターのパラメータを上げたり、潜在能力スキルと呼ばれる専用スキルを解放可能。潜在能力が解放可能なのはUR（アルティメット・レア）や限界突破UR、LR（レジェンド・レア）のキャラクターのみ。

### 潜在能力スキル
潜在能力解放では、以下の7種類のスキルを解放することが可能。
- 連続攻撃

レベル数×2の確率で連続攻撃が発動するようになる。連続攻撃発動時はさらに50%の確率で必殺技で攻撃するようになる。
- 会心

レベル数×2の確率で会心が発動する。発動時はダメージ表記の上にCRITICALと表示され、属性相性とDEFを無視した大ダメージを与える。
- 回避

レベル数分の確率で攻撃を無効化する。敵が『回避無効』のエネミースキル持ちの場合は効果が発動しない。
- 属性攻撃UP

属性相性が有利な時に与えるダメージが上昇する。効果抜群や会心が発動しても相性有利な属性以外に対しては効果は無い。
- 属性防御UP

属性相性が有利な時に受けるダメージが軽減される。全ての攻撃をガードする効果が発動しても相性有利な属性以外に対しては効果は無い。
- 必殺技威力UP

必殺技の威力が上昇する。必殺技の追加効果は変わらない。
- 治癒能力UP

自分と同じ属性の気の玉（例：速属性なら青の気の玉）を取得した際のHP回復量が上昇する。
これらのスキルは「潜在能力選択スキルマス」により解放が可能。なお一度決定した場合でも二つ名含め全く同じキャラクターを使うか龍石5個で「忘却」でき、再び解放し直すことが可能。ただし再度解放し直す場合も潜在能力玉が必要。

### 追加ルートの開放
潜在能力解放は一部行き止まりになっているルートが左上、右上、左下、右下に1個ずつある。この行き止まりを開放するには同じ覚醒系統のキャラクターが必要になる。開放に使用するキャラクターによってはドッカン覚醒が必要になるキャラクターもいるがZ覚醒の必要はない。追加ルートを開放すると通常のパラメータマスに変わり、それ以降のマスも開放できるようになる。
- 左上（バランス成長）

攻撃、防御共にバランスよく成長し、各属性毎に設定された潜在能力スキルを開放可能。速や体属性なら連続攻撃、技や力属性なら会心、知属性は回避が開放可能。追加ルートの先ではさらに連続攻撃や会心や回避の開放が可能。
- 右上（攻撃特化）

主に攻撃中心のパラメータが成長する。追加ルートの先では必殺技威力UPか属性攻撃UPのどちらかが開放できる選択マスがある。
- 左下（HP&防御特化）

主にHPや防御中心のパラメータが成長する。追加ルートの先では属性防御UPか治癒能力UPのどちらかが開放できる選択マスがある。
- 右下（超絶成長）

全パラメータが高く成長できる他、追加ルートの先では左上同様連続攻撃や会心や回避の開放が可能。ただしこのルートのみ解放に必殺技レベルが一定以上必要になる。

#### リバースとリバースドッカン覚醒
限界突破URおよびLRにドッカン覚醒しているキャラクターを一時的に「ドッカン覚醒前のレアリティ」に戻すことができる機能。ドッカン覚醒後のキャラクターの潜在能力の追加ルートの開放時に利用できる。リバースには「ふしぎな砂時計」という特殊な覚醒メダルを使う。リバース時はドッカン覚醒前に戻るため一時的にステータスなどが下がるが、「リバースドッカン覚醒」により元に戻すことが可能。通常のドッカン覚醒と異なり覚醒メダルやゼニーは不要の他、リバース中にアップした必殺技Lvや潜在能力による育成はそのまま引き継がれる。

### スキル玉
潜在能力とは別でパラメータの強化および潜在能力スキルの強化が可能なアイテム。装着可能なのは潜在能力解放が可能なUR、LRのキャラクターのみ。銅枠、銀枠、金枠の3つにそれぞれ分けられている。潜在能力解放画面にて装着が可能。基本的に銅枠や銀枠は決められた属性でないと装着できないほか、一度装着したスキル玉はそのまま取り外すことはできず、新たに別のスキル玉を装着しないと外すことは不可能。一部のイベントで入手できるスキル玉は特定のカテゴリを持つキャラクターのみが装着可能な代わりに、属性関係無しに装着可能。また、取り外したスキル玉は消滅してしまう。スキル玉の一覧は以下の通りである。
- 銅枠のスキル玉

レアリティがSSRのキャラクターをZ覚醒させ、URに覚醒させると開放される。主にパラメータアップ系のスキル玉が多く、逆に潜在能力スキルを上げるスキル玉は効果が低いのが多い。
- 銀枠のスキル玉

キャラクターの必殺技レベルを10にすると開放される。潜在能力スキルを上げるスキル玉のみだが、効果が高いのが多い。また特定のイベントで入手できるスキル玉にはパラメータアップ系のスキル玉も出現する。
- 金枠のスキル玉

潜在能力解放のルートを2個開放すると開放される。属性問わずに装着でき、効果が高いスキルも多い他、2つのスキルを複合してあるスキル玉もある（例：会心レベル3+連続攻撃レベル3）。
- EXスキル玉

取り外されても消滅することなく再度使用可能。パラメータアップと潜在能力スキルのアップが可能。高難易度イベント「極限スーパーバトルロード」の景品で属性やカテゴリ毎に入手可能。また、一部の特殊なイベントでも入手できることがある。

## ステージの種類
ステージは様々な種類があり、2022年時点では以下の種類に分けられている。
- ドラゴンボールストーリー

『ドラゴンボール』シリーズの物語を追体験することが可能。いつでも挑戦できる。後述する物語イベントがリニューアルによりドラゴンボールストーリーに移行する場合がある。
- 冒険 ドッカンストーリー

ドッカンバトルオリジナルのストーリーを楽しむことができる。かつては「冒険」名義だったがVer.5.0.0よりこの名称に変更された。
秘宝「ふしぎな宝石（緑）」「ふしぎな宝石（青）」が一部ステージのマップやバトルで入手でき、交換所でキャラクターや専用の覚醒メダル、育成素材などと交換できる。
- イベント

様々なステージに挑戦できる。イベントの種類は後述。
- 追憶の扉

過去に開催されており、現在イベント内にて開催されていないイベントに専用のアイテムである鍵を使って挑戦できる。
- 天下一武道会

通常のイベントとは異なるルールとなっている天下一武道会に挑戦できる。
- 大乱戦

大量のキャラクターで挑むバーチャルドッカン大乱戦に挑戦できる。
- チェインバトル

特殊形式のルールで挑む爆裂チェインバトルに挑戦できる。
- ペッタンバトル

シールと呼ばれるアイテムを使ったイベントであるペッタンバトルに挑戦できる。
上述したイベントで天下一武道会、大乱戦、チェインバトル、ペッタンバトルは開催している期間の間のみ挑戦可能。
イベントの種類
イベントは、それぞれ種類が異なっており、大きく分けて「物語」、「育成」、「挑戦」、「Zバトル」の4つに分かれている。それぞれの種類の内容は以下の通り。
- 物語

原作の物語や劇場版のストーリーを追体験できる物語イベントや本作オリジナルのストーリーを楽しめたり、他『ドラゴンボール』のゲーム作品のストーリーを追体験する特別編イベントなどがある。前述の通り一部の物語イベントはリニューアルによりドラゴンボールストーリーに移行する場合がある。
- 育成

キャラクターの強化に必要な覚醒メダルやゼニー、修行アイテムや潜在能力玉をゲット可能なイベントがあるほか、1日1回までしかプレイできないが特別な報酬が貰えたりする回数イベントがある。
- 挑戦

特定のキャラクターの覚醒メダルを入手できる超激戦イベントがあるほか、LRまでドッカン覚醒できるキャラクターを入手できる頂上決戦イベント、高い難易度となっているチャレンジイベントがある。
- Zバトル

倒す度に強くなっていく敵と闘い続けていく極限Zバトルに挑戦できる。

## 高難易度イベント

### 超強襲イベント
曜日毎に対応したSRキャラクターを入手できるほか、このイベントで入手したキャラクターをSSRにドッカン覚醒するのに必要なメダルを入手できるイベント。月曜日は「速属性」、火曜日は「技属性」、水曜日は「知属性」、木曜日は「力属性」、金曜日は「体属性」のキャラクターを入手およびドッカン覚醒できる。2017年8月からは土日にも開催するようになり、土曜日は流派が「極系」、日曜日は流派が「超系」のキャラクターを入手およびドッカン覚醒できるようになった。このイベントではステージ1でキャラクターを入手し、ステージ2でドッカン覚醒させるのに必要なメダルを入手するのが基本となる。ステージ2のみかつては「フレンドを含めた合計コスト100以内のチーム」でなければ挑戦できなかったが2017年8月より、この制限が撤廃された。また、2022年1月よりステージが随時リニューアルされるようになり、限界突破URにドッカン覚醒できるようになったほか、極限Z覚醒もできるようになった。ステージ3で限界突破URに必要なメダルを入手可能で、ステージ4で極限Z覚醒に必要なメダルを入手できる。なおステージ3と4はサポートアイテムを3種類までしか持ち込めない。このイベントで入手したキャラクターはSSRにドッカン覚醒すると必殺技レベルが15まで上がるようになり、極限Z覚醒すると必殺技レベルは20まで上がるようになる。なお必殺技レベル19で必殺技名の後に（極限）が付くようになる。

### 超激戦イベント
主にドッカンフェス限定のキャラクターをドッカン覚醒するのに必要なメダルを入手できるイベント。対応するドッカンフェスが開催された時に同時に開催される。通常ガシャ産のキャラクターやLRまでドッカン覚醒可能なキャラクターに必要なメダルも基本的にはこのイベントから入手可能。イベントによっては特攻が指定されており、そのキャラクターやカテゴリ持ちのキャラクター、またはリンクスキルを発動すると通常より大きいダメージを与えることが可能。対応するドッカンフェス終了後は基本的には対応した曜日に応じてステージが解放される。またキャンペーンによっては一定の期間まで開放されることもある。

### 超激戦BOSSラッシュ!!
これまでの超激戦イベントを連続でクリアしていくイベント。コンティニュー不可。またACTは消費しない他いつでも挑戦可能。初回クリア時、ミッション報酬で龍石が獲得可能。

### 頂上決戦イベント
LRまでドッカン覚醒可能なキャラクターおよびそれらをドッカン覚醒するのに必要なメダルを入手可能なイベント。全ステージ共通でコンティニューが不可能。また、参加できるのはイベントもしくは冒険でドロップするキャラクターのみ（ドッカン覚醒後でも参加は可能）。一部のイベントではスペシャルフレンドが設定されており、そのキャラクターをゲストにして挑戦することが可能。キャンペーンでの開催後は超激戦同様対応した曜日に応じて解放される。現時点で登場したキャラクターは以下の通り（※LRまでドッカン覚醒した時の名称および二つ名を記載。括弧内は流派と属性を表している）。
- LR【色あせぬ伝説】超サイヤ人孫悟空（超技）
- LR【恐怖の君臨】フリーザ（第一形態）（極力）
- LR【もうひとつの結末】超サイヤ人トランクス（未来）（超速）
- LR【目覚める超サイヤ人の血】超サイヤ人ベジータ（極知）
- LR【憎悪と破壊の生命体】セル（第一形態）（極技）
- LR【怒りの必殺技】クリリン（超体）
- LR【世界を覆う恐怖】バビディ&魔人ブウ（善）（極体）
- LR【ピンチに発揮されるパワー】孫悟飯（幼年期）（超力）
- LR【最後の気功砲】天津飯（超知）
- LR【悪魔の天才科学者】ドクター・ウイロー（極速）
- LR【不死身のバイオ戦士】バイオブロリー（極体）

### 極限Zバトル
極限Z覚醒するのに必要なメダルを入手可能なイベント。倒す度に強くなっていく敵と闘い続けていく。サポートアイテムの使用はできない他コンティニューも不可能。このイベントではACTの消費はしない他レベル30までは撃破すると龍石やキャラクターに応じた属性の潜在能力玉が貰える上、特定のレベルでは大界王が貰える。このイベントでは敵にレベルの概念があり、バトルで倒すとレベルが上がり、パラメータが上昇する他ダメージ軽減の効果も強化される。また、一定のレベルに到達すると特定の状態異常を無効化するようになり、特定の属性から受けるダメージを大幅に軽減するなどより厄介な性能になる他、バトル毎に指定されているカテゴリ以外だと受けるダメージがかなり上がるため必然的に対応している特攻のカテゴリに入っているキャラクターを使用することになる。最終的にはダメージ軽減の対象にならないカテゴリおよび属性のキャラクターで挑戦することになりやすい。基本は決められた属性の敵と最後まで戦うが、ステージによっては途中でキャラクターが変わり、属性も変更される。その他にもステージによっては途中から複数の敵と戦うことがある。最終段階の極限Z覚醒までに必要なメダルはレベル30クリアで入手可能なため、そこを目指していくことが基本。レベル31以降は倒せば換金用カードのミスター・サタン像（プラチナ）が入手できる。前のレベルにはLv選択で挑戦することが可能だがこの場合ACTは消費する。
LRキャラクター用の極限Zバトル
極限Zバトルの中にはLRキャラクターを極限Z覚醒するのに必要なメダルを入手できるのもあるが、以下の変更点がある。
- レベル10までクリアすれば最終段階まで極限Z覚醒可能なメダルが入手可能。
- 特定の属性から受けるダメージを軽減する特殊効果が無くなった。
- カテゴリによる特攻が「防御時のみに有効」となり、攻撃時に有効なのはリンクスキル「伝説の力」を発動させたキャラクターのみになった。
- 撃破時の龍石が通常は1個ずつに対し、3個ずつ貰えるようになった（どちらとも合計は30個）。

### 極限Zエリア
極限Zバトル同様極限Z覚醒するのに必要なメダルを入手できるイベントで、サポートアイテムが使用不可な他コンティニューもできないイベントだが以下の変更点がある。
- 特定のキャラクターしか参加不可能。また編成しないと挑戦できないキャラクターが設定される。
- 特定のイベントの全ステージ全難易度をクリアしないと開放されない。
- 挑戦時にACTが必要になる。Z-HARDなら12、SUPERなら25。
- メダルの入手の仕方はマップで左か右のルートに進んで入手する。その後待ち構えているボスを撃破してゴールに辿り着けばクリア。
- 挑戦時はステージ毎に決まったキャラクターを選択する。
- 龍石が初挑戦時とミッションクリア時にしか貰えなくなった上、数も極限Zバトルより少ない。また潜在能力玉や大界王カードが貰えなくなった。

基本的に編成必須のキャラクターは、このイベントで極限Z覚醒するキャラクターが該当する。

### スーパーバトルロード
全ステージコンティニュー不可能の高難易度イベント。かつては特定のキャンペーン期間中に開催、それ以外は毎週土曜と日曜に開催されていたがステージ51が追加された際に常時開催となった。このイベントではACTは消費しない。ステージ1 - 10までは属性に応じて挑戦可能（【vs極速】なら超技のキャラクターのみ挑戦可能）。ステージ11、12はそれぞれ流派が超系、極系のキャラクターのみが挑戦可能。ステージ13以降は決まったカテゴリに属しているキャラクターのみ参加可能（「フュージョン」のみ挑戦可ならそのカテゴリに属しているゴジータやゴテンクスなどが参加可能）。敵の攻撃力や耐久力が非常に高く、サポートアイテム使用前提の実力を誇る。生半可な実力では太刀打ちできないため、一定以上の実力のキャラクターを連れて行かないとクリアは困難。基本的にステージが後半になるにつれ敵の攻撃力が高くなるため、より強力なキャラクターが重要になっていく。このイベントは敵への状態異常が有効なため、ATK低下や必殺技封じや気絶を付与するキャラクターがいると有利になる。各ステージをクリアするとミッション報酬で龍石5個、育成素材などと交換できる「闘覇の輝き」が入手できる。また一部のミッションをクリアするとLRキャラクターが報酬として入手できる。ステージ51以降は各ステージクリア時にミッション報酬でサポートメモリーが獲得できる。現時点で登場した報酬は以下の通り（※横の「」はどのステージの報酬で入手可能かを示している）。
キャラクター
ここに記載されているキャラクターは最初からLRである。【】内は二つ名、（）内は流派および属性を表す。
- LR【堂々たる勇姿】孫悟飯（幼年期）（超体）「ステージ1 - 10」
- LR【最っ勇気!!】孫悟空（超知）「ステージ11 - 20」
- LR【元祖ゴールデンコンビ】孫悟空（少年期）&ブルマ（少女期）（超速）「ステージ21 - 30」
- LR【父と子の休日】孫悟空&孫悟飯（幼年期）（超技）「ステージ31 - 40」
- LR【母と子のドライブ】トランクス（青年期）（超力）「ステージ41 - 50」

サポートメモリー
各サポートメモリーは特定のステージクリアで達成できるミッションの報酬で入手可能であり、10個獲得すれば完成可能。
- 「孫悟空の結婚」[注 28]「ステージ51 - 60」

### 熱闘悟空伝
長期戦型高難易度イベント。いつでも挑戦可能。コンティニュー不可で7段階まで変身していく悟空と連戦するイベント（計8ラウンド戦）。最初辺りは超激戦程度の実力だがラウンドが進む度に徐々に実力が上がっていき、デバフを無効化してくるようにもなる。さらにラウンド7からは味方の攻撃を確率で回避してくるようになる上、ラウンド8では味方の回避スキルを無効化して攻撃してくるようになる。ラウンド7からは悟空の実力自体も非常に高く、生半可な実力のキャラクターや長期戦に不向きなキャラクターだと太刀打ちはできない。また最終ラウンドでは回避も無効化されるので、しっかりとした防御性能が無いと厳しい。このイベントではカテゴリ毎に指定されたミッションがあり、それをクリアすると龍石が入手できたり、「孫悟空のみ」排出される特別なガシャを引くことが可能なチケットが貰える。各ラウンドおよび悟空の形態や属性は以下の通り。
- ラウンド1 孫悟空（超体属性）
- ラウンド2 超サイヤ人孫悟空（超速属性）
- ラウンド3 超サイヤ人2孫悟空（超技属性）
- ラウンド4 超サイヤ人3孫悟空（超速属性）
- ラウンド5 超サイヤ人ゴッド孫悟空（超技属性）
- ラウンド6 超サイヤ人ゴッドSS孫悟空（超速属性）
- ラウンド7 孫悟空（身勝手の極意"兆"）（超力属性）
- ラウンド8 孫悟空（身勝手の極意）（超知属性）

### インフィニットドラゴンヒストリー
熱闘悟空伝のような長期戦型高難易度イベント。いつでも挑戦可能。コンティニューは不可。それぞれテーマが決められており、そのテーマに沿ったキャラクターたちと連戦していく。サポートアイテムは2種類までしか持ち込めないほか、ステージによっては一部の敵に必殺技の追加効果にDEF低下が付与されており、一気に大ダメージを受けてゲームオーバーになる危険性もある他、味方の攻撃を回避する敵もいる他必殺封じや威圧で想定外の状況を引き起こす敵も登場する。また一部のステージには味方の回避スキルを無効化する敵が登場したり気弾系必殺技を無効化、もしくは吸収してくる敵が登場するなど生半可なチームでは突破は難しい難易度となっている。熱闘悟空伝同様カテゴリ指定のミッションもある。

### 極限スーパーバトルロード
スーパーバトルロードの難易度をさらに上げた高難易度イベント。かつてはスーパーバトルロード同様特定のキャンペーン期間中に開催し、それ以外は毎週土曜と日曜に開催されていたがスーパーバトルロードのステージ51が追加された際に常時開催となった。基本的なルールはスーパーバトルロードと同じだが敵の実力はさらに上がっており、キャラクターに求められる実力が1、2段階上昇している。また【vs極力】など、一部のステージは難易度がかなり高くなっており、最前線の実力を持つキャラクターで挑まないとクリアは困難。スーパーバトルロード同様、状態異常は有効である。クリアすると初回のみミッション報酬で龍石や強力な金のスキル玉やEXスキル玉が入手できる他、レアアイテムなどと交換できる秘宝「煌戦の極み」が入手可能。また一部のミッションを達成するとスーパーバトルロードで入手できるキャラクターを極限Z覚醒できるメダルを入手可能。入手できるメダルとそれに対応するのは以下の通り。
- ステージ1 - 10のミッション報酬にて入手 【堂々たる勇姿】孫悟飯（幼年期） 極限Z覚醒用メダル
- ステージ11 - 20のミッション報酬にて入手 【最っ勇気!!】孫悟空 極限Z覚醒用メダル
- ステージ21 - 30のミッション報酬にて入手 【元祖ゴールデンコンビ】孫悟空（少年期）&ブルマ（少女期） 極限Z覚醒用メダル

### 壮絶！超絶！破壊神集結
ドラゴンボールの世界において全12宇宙に1人ずつ存在する破壊神と戦うコンティニュー不可能な高難易度イベント。各破壊神はそれぞれ専用のスキルを持っていたり、属性が違ったりする。また破壊神共通の特徴として攻撃力が異常に高く、HPやダメージカット倍率も高い。その上サポートアイテムは1種類しか持てない。1日に3回までしか戦うことができなかったが、13〜15ステージ目が追加されたタイミングで回数制限は撤廃された。また1ラウンドしかないため一撃必殺対策として「気玉取得時にATKが上がるリーダースキル」を持つキャラクターはフレンド含め参加不可能。それ以外のキャラクターなら参加できるが最前線級の実力を持つキャラクターではないと話にならない難易度のため、完璧な実力を問われるイベントである。クリアすれば初回ミッション報酬で龍石が貰える他、サポートメモリー「全王のありがたいお言葉」が獲得できる。全ての破壊神を倒せば「全王のありがたいお言葉」が完成する。また、13〜15ステージ目が追加されたタイミングでこのサポートメモリーの強化が可能になった。各破壊神の名称および属性は以下の通り。
- ステージ1 第1宇宙の破壊神イワン（超力属性）
- ステージ2 第2宇宙の破壊神ヘレス（超速属性→超技属性→超知属性→超力属性→超体属性→〈以下繰り返し〉）【※ターン毎に属性が変化】
- ステージ3 第3宇宙の破壊神モスコ（超体属性）
- ステージ4 第4宇宙の破壊神キテラ（超技属性）
- ステージ5 第5宇宙の破壊神アラク（超知属性）
- ステージ6 第6宇宙の破壊神シャンパ（超速属性）
- ステージ7 第7宇宙の破壊神ビルス 通常（超知属性） 激怒（超力属性）
- ステージ8 第8宇宙の破壊神リキール（超技属性）
- ステージ9 第9宇宙の破壊神シドラ（超体属性）
- ステージ10 第10宇宙の破壊神ラムーシ（超力属性）
- ステージ11 第11宇宙の破壊神ベルモッド（超速属性）
- ステージ12 第12宇宙の破壊神ジーン（超知属性）

### 熱闘悟空伝 GT編
GT編の悟空と連戦していく高難易度イベント。熱闘悟空伝同様いつでも挑戦可能でコンティニューは不可能な上サポートアイテムも2種類までしか持ち込めない。基本的には熱闘悟空伝と変わらないが、難易度はさらに上昇している。ラウンド1、3、4の悟空は必殺技にDEF低下の効果がある。ラウンド5の黄金大猿悟空はラウンド6、7よりも攻撃力が高い。ラウンド7の超フルパワーサイヤ人4孫悟空は熱闘悟空伝での身勝手の極意同様味方の回避無効を持っている他、必殺技の威力はかなり高い。ラウンド4、6、7は味方の攻撃を回避してくることもあるが、通常熱闘悟空伝よりも回避率は低く設定されている。ラウンド6や7はDEFが高い上にDEF低下も無効化するのでそれなりの攻撃力は必須。通常熱闘悟空伝同様カテゴリ毎に指定されたミッションがあり、それをクリアすると龍石が入手できたり、「孫悟空のみ」排出される特別なガシャを引くことが可能なチケットが貰える。熱闘悟空伝の特別ガシャとは別となっている。各ラウンドおよび悟空の形態や属性は以下の通り。
- ラウンド1　孫悟空(GT)（超力属性）
- ラウンド2　超サイヤ人孫悟空(GT)（超体属性）
- ラウンド3　超サイヤ人2孫悟空(GT)（超速属性）
- ラウンド4　超サイヤ人3孫悟空(GT)（超体属性）
- ラウンド5　超サイヤ人3孫悟空(GT)（黄金大猿）（超力属性）
- ラウンド6　超サイヤ人4孫悟空（超知属性）
- ラウンド7　超フルパワーサイヤ人4孫悟空（超技属性）

### 激闘ベジータ伝
熱闘悟空伝同様にベジータと連戦していく高難易度イベント。いつでも挑戦可能。コンティニューが不可能な上サポートアイテムも2種類までしか持ち込めない。ラウンド2の時点で4つのデバフ効果を無効化する上、ラウンド3と4はDEF低下の効果を持つ必殺技を発動してくる。ラウンド7の超サイヤ人ゴッドSSベジータ（進化）は味方の回避無効を持っている他、必殺技の追加効果に「DEF超大幅低下」があり、これを受けてしまうと一気にDEFが下がるため、重ね掛けした必殺技追加効果のDEF上昇でDEF低下を打ち消したりするか強力なダメージ軽減が無い限りとんでもないダメージを受ける。ベジータの攻撃力自体も熱闘悟空伝GT編より全体的に高く、ラウンド7ではDEF超大幅低下の効果もあり、最前線のメンバーでもHPが満タンから負ける可能性が高く、難易度は熱闘悟空伝GT編よりも高い。ラウンド4、6、7では味方の攻撃を回避することもあるが熱闘悟空伝GT編同様回避率は低い。2種類の熱闘悟空伝同様カテゴリ指定のミッションがあり、それをクリアすると報酬で龍石が入手できたり、「ベジータのみ」が排出される特別なガシャを引くことが可能なチケットが貰える。各ラウンドおよびベジータの形態や属性は以下の通り。
- ラウンド1 ベジータ（超知属性）
- ラウンド2 超サイヤ人ベジータ（超体属性）
- ラウンド3 超ベジータ（超技属性）
- ラウンド4 超サイヤ人2ベジータ（超力属性）
- ラウンド5 超サイヤ人ゴッドベジータ（超知属性）
- ラウンド6 超サイヤ人ゴッドSSベジータ（超体属性）
- ラウンド7 超サイヤ人ゴッドSSベジータ（進化）（超速属性）

### 超激闘大全
原作のストーリーを追体験した高難易度イベント。いつでも挑戦可能。コンティニューは不可能。サポートアイテムは2種類までしか持ち込めない。スーパーバトルロードのようなマップ移動を挟む連戦と熱闘悟空伝の複数ラウンドによるバトル両方の形式が含まれている。難易度はステージにもよるがインフィニットドラゴンヒストリーよりも高く設定されている。特定の流派から受けるダメージを大幅に軽減するようになっており、その流派以外で挑戦することが推奨される。他の長期戦型高難易度イベント同様カテゴリ指定のミッションもあり、ステージ毎にあるミッションを全てクリアするとサポートメモリーを完成させることが可能。ステージ1のミッションではサポートメモリー「戦闘力530000」を、ステージ2のミッションではサポートメモリー「怒りによって目覚めた戦士」を入手可能。

### 究極のレッドゾーン
7周年キャンペーンで初登場した高難易度イベント。『ドラゴンボールGT』の強敵たちと戦うGT編や、劇場版の強敵たちと戦う劇場版編、フリーザ一族と戦う最凶の一族編、『ドラゴンボールヒーローズ』のオリジナルキャラクターと戦うDBヒーローズ編、レッドリボン軍や人造人間と戦うレッドリボン軍編、未来編に登場した敵と戦う絶望の未来編、劇場版の敵キャラクターと戦う劇場版編2の、全7種類がある。
DBヒーローズ編を除いた6種のエリアはいつでも挑戦可能。全ステージコンティニュー不可で複数ラウンド（一部ステージは1ラウンドのみ）によるバトルとなっている。GT編、劇場版編は全7ステージ、最凶の一族編は全5ステージ、レッドリボン軍編は全6ステージ、絶望の未来編は全5ステージ、DBヒーローズ編は全3ステージ。
各ステージのボスはそれぞれ原作を意識したスキルを発動してくる。敵の攻撃力が非常に高く、特に後半のステージに出てくるボスは「壮絶！超絶！破壊神集結」よりも攻撃力が高く設定されている。また破壊神集結同様サポートアイテムは1種類しか持ち込めない。
各ステージは1日に3回または5回までしか挑戦できない。例外として、期間限定開催のDBヒーローズ編、および大型キャンペーン時は回数制限は撤廃され無制限に挑戦できるようになっている。
最強クラスのキャラクターや特殊なスキルを所持するキャラクターで挑戦しないと厳しい難易度のため、現時点で最難関イベントと言える。
全エリア共通で各ステージをクリアすれば初回ミッション報酬で龍石5個が、カテゴリ・属性・ターン指定ミッションをクリアした際にはさらに龍石5個が入手でき、全ステージをクリアすれば特別な称号が入手できる。
劇場版編、GT編は各ステージクリア毎にも特別な称号が入手できる。
劇場版編、GT編、最凶の一族編、絶望の未来編のステージの場合は特別なガシャチケットも入手でき、劇場版編は「『劇場版HERO』もしくは『劇場版BOSS』カテゴリに属するキャラクターのみ」、GT編は「『ドラゴンボールGT』のキャラクターのみ」、最凶の一族編は「「最凶の一族」もしくは「恐怖の征服」カテゴリに属するキャラクターのみ」、絶望の未来編は「「未来編」のキャラクターのみ」が排出されるガシャのチケット7枚が貰える。カテゴリ・属性指定ミッションをクリアした場合は同様の排出対象のSSR確定ガシャを引くことができるチケットが1枚もらえる。
そのほかステージを全てクリアするとサポートメモリーが入手でき、GT編は「さらば悟空!!」が、劇場版編は「カカロット」が、最凶の一族編は「クウラの冷評」が、絶望の未来編では「トランクスとマイの旅立ち」が入手できる。
レッドリボン軍編はガシャチケットやサポートメモリーは報酬になく、全ステージをクリアすると『ドラゴンボール超  スーパーヒーロー』第2弾ビジュアルの壁紙が入手できる。
DBヒーローズ編は特殊な報酬はなく、入手できるのは龍石と全ステージクリア時の称号のみ。

### 目醒める恐怖！セルマックス
『ドラゴンボール超 スーパーヒーロー』連動キャンペーン第2弾にて登場したイベント。
全3ラウンド構成で、劇場版に登場したセルマックスと戦う。1ラウンド目は大した特徴はなく、2ラウンド目は全体攻撃を数回行うものの、高難易度イベントとしては低難易度である。しかし、3ラウンド目では通常攻撃、必殺技共に「究極のレッドゾーン」を大きく上回る攻撃力を持ち、さらに威圧を使用してくるため、ほとんどのキャラクターは太刀打ちできなくなる。
アイテムは仙豆のみ持ち込み可能という制限があり、ダメージ軽減アイテムなどで誤魔化すことができない。「アイテム無しで戦う力」が厳しく要求されるため、「究極のレッドゾーン」以上にキャラクター所持を問われるイベントと言える。
上記の理由からゲーム中で最難関イベントとなっていたが、劇場版連動キャンペーン第3弾で「ガンマ1号」「ガンマ2号」の登場、およびカテゴリ指定ミッションの追加に伴い特攻キャラクター、カテゴリが追加されたことによって難易度が一気に低下。さらに第4弾で「アルティメット孫悟飯」「ピッコロ（潜在能力解放）」と特攻指定かつゲーム最強格のキャラクターが登場したことにより「究極のレッドゾーン」が再び最難関イベントとなった。現在では特攻前提のチャレンジイベントのような扱いだが、特攻キャラクターがいないチームで挑戦するなら変わらず最難関イベントである。

### サイヤの闘志と最凶のプライド
全6ステージ。各ステージは「指定された特定カテゴリのキャラクター」のみが挑戦可能であり、各ステージごとに「特攻キャラ」が指定されている。アイテムは2個まで持ち込み可能。また「名称に〇〇を含むキャラを編成してクリア」のミッションがある。初回クリアで「超系のみが装備できるEXスキル玉」「極系のみが装備できるEXスキル玉」が獲得可能。また、全ステージに課された「特別ミッション」を全て達成することで、「ユニーク称号」を獲得可能。
劇場版『とびっきりの最強対最強』『激突!!100億パワーの戦士たち』作中での悟空たちとクウラの戦いをモチーフにしており、敵キャラクターもそれらの劇場版に関連したものになっている。

### 願いの逆流！邪悪龍誕生
全8ステージ。そのうち1〜6ステージは、有利属性で与えるダメージが増加する。
なお、このイベントは8周年期間中に実装されたものだが、ステージ8のみ七夕に実装されている。
1〜7ステージに紐付く、ユニーク称号獲得用ミッションを全てクリアすると、ユニーク称号を得られる。
『ドラゴンボールGT』の邪悪龍との戦いをモチーフにしており、敵キャラクターもそれぞれの邪悪龍になっている（一星龍の場合は、一星龍と超一星龍の2ステージに分けられている）。

### 神の怒りと人間の意志
2023年の夏の大型CPで実装された全9ステージのイベント。『ドラゴンボール超』の未来編をモチーフにしており、ステージ7から難易度がかなり上がる。全ステージクリアでサポートメモリーが完成し、全ミッションクリアでユニーク称号が得られる。ステージ情報は以下の通り。
ステージ1 抵抗の闘い（VSトランクス）（超速属性）
ステージ2 ゴクウブラック襲来（VSブラック）（極体属性→極力属性）
ステージ3 悟空の腕試し（VS悟空）（超知属性→超体属性）
ステージ4 人間0計画（VSブラック&ザマス）（極技属性→極速、極知属性）
ステージ5 本物の戦闘民族（VS悟空&ベジータ）（超技属性）
ステージ6 最後の審判（VS合体ザマス）（極速属性）
ステージ7 究極合体（VSベジットブルー）（超力属性）
ステージ8 神の怒り（VS崩壊ザマス）（極技属性）
ステージ9 人間の意志（VSトランクスその2）（超知属性→超体属性）

### 至上のバトルスペクタクル ドラゴンボール超編
9周年キャンペーンにて実装された超系レッドゾーン。第一弾で1、2、3ステージ、第二弾で4、5、6ステージ、第三弾で7、8ステージが追加された。
1ステージ目 超サイヤ人ゴッド孫悟空
2ステージ目 超サイヤ人ゴッドSSベジータ
3ステージ目 超サイヤ人ゴッドSS孫悟空（このステージは界王拳使用）
4ステージ目 超サイヤ人トランクス（未来）
5ステージ目 超サイヤ人ゴッドSSベジータ（進化）
6ステージ目 孫悟空（身勝手の極意）
7ステージ目 超サイヤ人ゴッドSSゴジータ
8ステージ目 孫悟飯（ビースト）

### 劇場版メモリアルバトル
こちらも9周年キャンペーンにて実装。『ブロリー』と『スーパーヒーロー』のキャラクターが登場する。
なお、ステージ1の最終ラウンドのみ、回避無効となっている。
ステージ1 VSブロリー
ステージ2 VSゴジータ
ステージ3 VSガンマ1号&ガンマ2号
ステージ4 VS 孫悟飯（ビースト）

### 至上のバトルスペクタクル 宇宙サバイバル編
2024年七夕キャンペーンにて実装された高難易度イベント。全6ステージ構成で、全ステージクリアで壁紙が獲得できる。
ステージ1 VS亀仙人
ステージ2 VS人造人間17号&18号
ステージ3 VS孫悟飯&ピッコロ
ステージ4 VS超サイヤ人ゴッドSSベジータ（進化）
ステージ5 VS孫悟空（身勝手の極意）
ステージ6 VS孫悟空&フリーザ

### 至上のバトルスペクタクル劇場版
2024年夏の大型キャンペーンにて実装された、ドラゴンボールZ劇場版のキャラクターが登場する高難易度イベント。全7ステージで、全ステージクリアでサポートメモリーが入手可能。また、全ミッションクリアでユニーク称号も取得可能。
ステージ1 VS孫悟空（少年期）
ステージ2 VS孫悟空&ピッコロ
ステージ3 VS三大超サイヤ人
ステージ4 VS超サイヤ人孫悟空
ステージ5 VS超サイヤ人2孫悟飯（少年期）
ステージ6 VS超サイヤ人孫悟飯（青年期）
ステージ7 VSトランクス&孫悟天

### 恐怖！戦慄！悪魔の目覚め
2024年夏の大型キャンペーンにて実装された、ブロリーを題材とした高難易度イベント。全ステージクリアでサポートメモリーが入手できる。また、一部ミッションクリアでユニーク称号が獲得可能。全3ステージ。
ステージ1（一作目ブロリー）
ステージ2（二作目ブロリー）
ステージ3（バイオブロリー）

### ドラゴンボールＺ劇場版メモリアルバトル
2024年夏の大型キャンペーンにて実装された超高難易度イベント。各ステージをクリアするとそのステージのキャラクターの専用スキル玉が入手可能。全10ステージ。
ステージ1 VS超サイヤ人孫悟空
ステージ2 VSクウラ（最終形態）
ステージ3 VS孫悟空&ベジータ
ステージ4 VSメタルクウラ
ステージ5 VS超サイヤ人孫悟空
ステージ6 VS伝説の超サイヤ人ブロリー
ステージ7 VS超サイヤ人孫悟飯（青年期）
ステージ8 VS伝説の超サイヤ人ブロリー
ステージ9 VS超ゴジータ
ステージ10 VSスーパージャネンバ

## 特殊形式のイベント

### 天下一武闘会
定期的に開催されるスコアアタックイベント。予選、準々決勝、準決勝、決勝と4回に渡り7体キャラクターがいるチームと戦い、勝利して優勝を目指していく。敵の数がかなり多いため、全体必殺技を持つキャラクターが非常に重要となる。また、挑戦前に「意気込み」を選択でき、意気込みの内容によって貰えるポイントが多くなる他、敵のステータスが上昇するようになる。意気込みのセリフは様々なキャラクターのセリフからとられている。基本的に金曜の夕方に開催し、日曜の夜まで開催しており、期間内の間挑戦することができる。このイベントではフレンドに選んだキャラクターのリーダースキルは発動しない上、コンティニューも不可能。
総合ランキング上位者報酬およびローカルランキング上位者報酬でここでのみ入手可能な特別なキャラクターが仲間にできる。後にこれらのキャラクターは同じく報酬として配布されるガシャチケットで回すことのできるガシャの排出対象となる。また、総合ランキング上位者報酬のキャラクターは初回登場時以降の開催時にドッカン覚醒が実装される。ローカルランキング上位者報酬のキャラクターは初回登場時にドッカン覚醒が実装され、LRまで覚醒可能になる。
2022年11月開催の第45回からはランキングに応じて「ユニーク称号」を獲得可能になった。
2023年2月開催の第46回では既存キャラクターに初の極限Z覚醒が実装された。なおこの回では新規上位者報酬キャラの登場と既存上位者報酬キャラクターのドッカン覚醒は行われず、極限Z覚醒用の覚醒メダルが報酬として登場した。

### バーチャルドッカン大乱戦
プレイヤーランクが150以上でのみ挑戦可能。サポートアイテム使用不可、コンティニュー不可。UR・限界突破UR・LRのキャラクター100人(Ver.1.0)112人(Ver.2.0)で挑む高難易度イベント。Ver.1.0は評判が悪く、2度の開催後はVer.2.0にリニューアルされた。

#### Ver.1.0
前半はタワーディフェンスのようなゲームで各キャラクターを移動させ、敵と戦いながら敵のバリアを破り、その先に進めたキャラクターのみが後半戦での通常通りの戦闘であるボスバトルに挑戦可能。こちら側にもバリアがあり、バリアを破られるとゲームオーバーである。挑戦には回数制限が存在している。

#### Ver.2.0
タワーディフェンスのようなミニゲームが廃止され、レベル毎に登場するキャラクターと通常通りの戦闘で戦うことになる。Ver.1.0と比べて敵がかなり強く、特殊なギミックを持つ敵も登場するため難易度は高い。こちらは約1年毎にステージがリニューアルされており、その都度敵の実力も上昇している。大型キャンペーン時はそのキャンペーンに沿ったキャラクターたちと戦う特別編が開催される。
激闘の記憶について
バーチャルドッカン大乱戦での初回戦闘勝利時に入手可能な秘宝。これらを各種キャラクターと交換可能である。また、この秘宝でしか交換できないキャラクターもいる。この秘宝でのみ交換可能なキャラクターは以下の通り（※【】内は二つ名。（）内は流派と属性。覚醒前名義を記載。またここで入手できるLRキャラクターは【頼りになる隊長】ギニューを除き最初からLRである）。
- 【戦闘民族の本能】超サイヤ人2孫悟空（天使）（超力）
- 【戦闘民族の衝動】魔人ベジータ（極体）
- 【覚悟の交戦】クリリン（超知）
- 【静かに迫る脅威】人造人間18号（極速）
- 【頼りになる隊長】ギニュー（極体）
- LR【新生特戦隊のお披露目】ギニュー（孫悟空）（特戦隊）（極技）
- LR【最凶親子の逆襲】メカフリーザ＆コルド大王（極力）
- LR【圧倒的な大軍団】メタルクウラ軍団（極知）
- LR【秘められた魔人の力】ウーブ（青年期）（超技）
- LR【邪悪な魔導士と魔界の王】バビディ＆ダーブラ（極速）
- LR【ドラゴンボールより生まれし破壊者】邪悪龍軍団（極知）
- LR【極限の怨念エネルギー】ハッチヒャック（巨大化）（極技）
- LR【地獄の底に渦巻く怨念】セル（完全体）（GT）&フリーザ（最終形態）（GT）（極体）
- LR 【第三宇宙究極の巨大戦士】アニラーザ（極力）

### DOKKANと叩け！ パンチマシン！
パンチマシンを相手に一撃でどれだけ大きいダメージを与えるかというイベント。いつでも挑戦可能。このモードではステージ1 - 6まであり、それぞれのステージで規定毎のダメージを与えるとミッション報酬が獲得可能。ステージ1 - 3はサポートアイテムは使用できないが、ステージ4 - 6は使用可能である。挑戦できるのは1日に2回までであり、パンチマシンとの戦闘も2ターンで終了する。一撃で大きいダメージを与えることを競うイベントのため、ミッション達成のためには「気玉取得時にATKが上がるリーダースキル」を持つキャラクターをリーダーにすることが必須である。また「気玉を取得するたびにATKが上昇する」パッシブスキルを持つキャラクターで大ダメージを与えることもミッション達成にはほぼ必須である。

### 爆裂チェインバトル
約1か月毎に1週間開催される特殊形式でのバトル。挑戦する際はバトルエナジーというACTとは別のスタミナを消費する必要がある。バトルエナジーは最大5個まで溜まり、3時間で1個回復するほか、1日5回まで龍石1個につきバトルエナジーを1回復することが可能。イベントを始めるにはまず超系、極系毎に10体のキャラクターをサポーターとして選出する必要がある。イベントを開始する時は自身の持つキャラクターの中からバトルキャラクターを1体選び、その後他のプレイヤーのサポーター候補を超系と極系それぞれ選び、その後超系、極系に1体ずつコネクターを設定する。なお一度使ったサポーターやコネクターは日にちが変わるまで使えなくなるが、龍石によるバトルエナジーの回復を行うと使用済みのサポーターやコネクターが再使用可能になる。チーム編成時に参照されるステータスは以下の通り。
バトルキャラクター
- HP、ATK、DEFの合計の値
- 必殺技Lvの値

サポーターとコネクター
- 各キャラクターのHP、ATK、DEFの合計の値
- サポーターとコネクターの「カテゴリ」「属性」「リンクスキル」の一致数

これらを設定し終わるとバトルが開始される。このイベントではサポートバトルという通常とは変わったバトルシステムであり、先程選んだ合計12体のサポーターの中から8体のキャラクターが選出され、その中から3体のキャラクターを選ぶ。この3体の「カテゴリ」「属性」「リンクスキル」の一致数に応じて与えるダメージが増え、素早く選べばさらに与えるダメージが増える。選出には制限時間が設定されており、残りが半分以下になると1体のキャラクターを選んだ後に相性の良いキャラクターが光って強調表示されるようになる。その後敵にダメージを与え、そのダメージに応じてイベントが終了した際のランキング報酬が変わる。イベントを遊んだりランキング報酬でガシャ形式でスキル玉を獲得することが可能なひみつの宝箱を入手するための秘宝「結束の印」が入手できる。また、ランキング報酬では潜在能力スキルLvが合計Lv4以上の金のスキル玉のみ入手できるひみつの宝箱を入手するための秘宝「団結の印」が入手できる。
2020年5月の第1回より毎月開催されていたが、ユーザーアンケート等での意見を受け、2024年1月開催（仮）の第39回を最後に廃止されることが決定した。

### ペッタンバトル
定期的に開催される所謂放置ゲーム。このイベントではシールという使い捨ての消耗品を使い敵キャラクターと戦うのが主な概要である。戦闘は自動的に経過していき、表示されている残り時間が経過すると戦闘が終了する。勝利した場合はシールとステージ毎に設定されたアイテムが獲得できる。負けた場合は何も貰えないが、敵キャラクターの体力はそのまま引き継がれるため、次の戦闘が有利になる。シールのイラストはこのゲームでのイラストをSD化したものとなっている。シールも属性の相性が設定されており、有利であれば戦闘も有利になるが不利だと戦闘も苦戦しやすくなる。ステージは「潜在玉ステージ」「ゼニーステージ」「覚醒メダルステージ」「修業アイテムステージ」の4つとなっている。それぞれのステージで敵を撃破すれば対応したアイテムを獲得可能。シールは使い捨てだが一度入手したシールはコレクションに保存される。シールは弾ごとに分けられている。

### バーストモード
定期的に開催される期間限定のイベント。既存のステージが対象となり、自身で制限を課しながらそれらのクリアを目指す。制限には「編成できるキャラクターの属性・カテゴリ制限」「味方の気力ダウンなどの弱体化」「敵のステータス上昇・ダメージ軽減などの強化」「サポートアイテム・サポートメモリーの使用制限」などがある。
制限を課した分、「スコア」が獲得でき、開催期間中に最高スコアを更新していく。期間中の最高スコアは開催期間後に「バーストコイン」として配布され、コレクションルームにて楽曲と交換可能となる。交換した曲はマイページおよびバトル中のBGMとして設定可能。
以下、開催されたバーストモードの一覧（括弧内は開催期間。注釈には各開催時に初めて交換可能になった楽曲と交換レートを記載）。
- 第1弾：DBストーリー『襲い来る脅威！戦闘民族サイヤ人』ステージ10・Z-HARD（2022年11月17日 - 12月2日）[注 47]
- 第2弾：超激戦『暴虐非道の銀河戦士』ステージ1・SUPER2（2022年12月20日 - 2023年1月3日）[注 48]
- 第3弾：特別編『ドラゴンボールオープニングメドレー』ステージ7・Z-HARD（2023年2月15日 - 21日・24日 - 2月26日・3月3日 - 5日）[注 49]
- 第4弾：超激戦『全てを照らす最強の光臨』ステージ2・SUPER2（2023年2月24日 - 3月6日）[注 50]
- 第5弾：超激戦『蒼炎に燃える合体』ステージ3・SUPER2（2023年2月24日 - 3月6日）[注 51]
- 第6弾：超激戦『第7宇宙の破壊神』ステージ3・SUPER2（2023年3月27日 - 2023年4月6日）[注 52]
- 第7弾：超激戦『天下無敵!!希望の英雄』ステージ4・SUPER2（2023年4月18日 -  2023年4月28日）[注 53]
- 第8弾：チャレンジ『熱闘悟空伝』（2023年5月16日 - 2023年5月26日）[注 54]
- 第9弾：超激戦『闇をさすらう宇宙の壊し屋』ステージ1・SUPER2（2023年6月20日 - 2023年6月30日）[注 55]
- 第10弾：超激戦『絶望を呼ぶ邪悪龍』ステージ2・SUPER2（2023年7月20日 - 2023年7月29日）[注 56]

## ガシャ
本作においてキャラクターを入手する主な手段の一つはガシャであり、プレイヤーはゲームを進めることや、課金、運営会社からの配布によって入手できる龍石を使って、ガシャを回してキャラクターを集め戦力を強化していく。基本的にガシャを1回引くために必要な龍石は5個、10回連続で引くために必要な龍石は50個である。連続ガシャを引くとSSRが1体確定で入手可能。下記は主なガシャの種類。
ドッカンフェス
1か月に1、2回ペースで実施されるガシャであり、どの種類のガシャからでも排出されるキャラクター（通常ガシャ産）の他に、ドッカンフェスでしか排出されないキャラクター（フェス限定）が排出される。フェス限定キャラクターを除きLRまでドッカン覚醒するキャラクターはピックアップ外には収録されていない。1回引くことにDOKKANフェスコイン（赤）が貰える。
3周年以降の周年記念キャンペーンおよび2019年以降の七夕キャンペーン、全世界同時キャンペーンからフェス限定のLRキャラクターが登場するようになり、年3回、計5体のフェス限定LRキャラクターが登場している。
以下、開催されたドッカンフェスの一覧（※記載されているキャラクターは各ドッカンフェスが開催された時に初登場したキャラクターである。各キャラクターの名称は排出時名義。【】内は二つ名。（）内は流派および属性を表している）。
- 第1弾：【死を呼ぶ咆哮】伝説の超サイヤ人ブロリー（極力）
- 第2弾：【滅びの閃光】パーフェクトセル（極技）
- 第3弾：【滅びの象徴】魔人ブウ（純粋）（極体）
- 第4弾：【驚天動地の変身】超サイヤ人3孫悟空（超速）
- 第5弾：【最強のフュージョン】超ゴジータ（超力）
- 第6弾：【邪念の化身】スーパージャネンバ（極知）
- 第7弾：【終焉の予兆】フリーザ（フルパワー）（極体）
- 第8弾：【無類の才能】アルティメット孫悟飯（超知）
- 第9弾：【新たな進化】超サイヤ人3ベジータ（超力）
- 第10弾：【一触即発の神】ビルス（超技）
- 第11弾：【戦慄の暴走】伝説の超サイヤ人ブロリー（極体）
- 第12弾：【究極を超える合体】超ベジット（超速）
- 第13弾：【稀代の救世主】超サイヤ人3ゴテンクス（超技）
- 第14弾：【呼応する進化】超サイヤ人ゴッドSS孫悟空（超速）
- 第15弾：【究極パワーの魔人】魔人ブウ（悪）（アルティメット悟飯吸収）（極知）
- 第16弾：【極上の優越感】ゴールデンフリーザ（極技）
- 第17弾：【終焉を告げる者】超一星龍（極力）
- 第18弾：【深まる闇】ゴクウブラック（極体）
- 第19弾：【奇跡の合体再び】超サイヤ人ゴッドSSベジット（超体）
- 第20弾：【崇高な思想】ゴクウブラック（超サイヤ人ロゼ）（極速）
- 第21弾：【完全勝利への道筋】パーフェクトセル（極力）
- 第22弾：【未来の死守】超サイヤ人トランクス（未来）（超知）
- 第23弾：【光を語る神】合体ザマス（極技）
- 第24弾：【抑えきれぬ怒り】超サイヤ人ゴッドSSベジータ（超知）
- 第25弾：【赤き勇姿】超サイヤ人4孫悟空（超力）
- 第26弾：【赤き閃光】超サイヤ人4ベジータ（超速）
- 第27弾：【恐怖の圧迫】クウラ（最終形態）（極体）
- 第28弾：【極限パワーの奮戦】超サイヤ人3孫悟空（天使）（超技）
- 第29弾：【悪夢の具現化】超17号（極速）
- 第30弾：【剥き出しの戦意】魔人ブウ（純粋）（極知）
- 第31弾：【勝利への導き】超ゴジータ（超知）
- 第32弾：【変幻自在の悪】スーパージャネンバ（極力）
- 第33弾：【とっておきの変身】超サイヤ人3ゴテンクス（超体）
- 第34弾：【絶望を呼ぶ超進化】超サイヤ人3ブロリー（極技）
- 第35弾：【究極のフュージョン】超サイヤ人4ゴジータ（超技）
- 第36弾：【邪悪龍の頂点】超一星龍（極体）
- 第37弾：【完成された力】アルティメット孫悟飯（超力）
- 第38弾：【蘇る帝王】ゴールデンフリーザ（天使）（極知）
- 第39弾：【新たな力の脈動】孫悟空（身勝手の極意"兆"）（超知）
- 第40弾：【ライバル同士の最強合体】超ベジット（超体）
- 第41弾：【時の狭間の覚醒】超サイヤ人3バーダック（超知）
- 第42弾：【青の閃光】超サイヤ人ゴッドSSベジット（超技）
- 第43弾：【美しき掌握】ゴクウブラック（超サイヤ人ロゼ）（極力）
- 第44弾：【永遠のライバル】孫悟空&ベジータ（超知）
- 第45弾：【あの世の超戦士たち】孫悟空（天使）&ベジータ（天使）（超体）
- 第46弾：【第11宇宙の不敗神話】ジレン（超力）
- 第47弾：【兇賊の圧砕】ターレス（極速）
- 第48弾：【己の強さの追求】超サイヤ人ゴッドSSベジータ（超速）
- 第49弾：【もうひとつの未来】超サイヤ人孫悟飯（未来）（超体）
- 第50弾：【限界を超えたサイヤパワー】超フルパワーサイヤ人4孫悟空（超技）
- 第51弾：【叶えたい夢】人造人間17号（超体）
- 第52弾：【運命に導かれしサイヤ人】孫悟空（超速）
- 第53弾：【宇宙最凶の戦慄】フリーザ（第一形態）（極技）
- 第54弾：【凶悪魔人の羽化】魔人ブウ（悪）（極力）
- 第55弾：【宇宙最強の復活】メタルクウラ（極速）
- 第56弾：【究極の強さの定義】ゴクウブラック（極知）
- 第57弾：【光より生まれし戦士】超サイヤ人ゴジータ（超速）
- 第58弾：【怒りのサイヤ人】超サイヤ人ブロリー（極体）
- 第59弾：【奇跡の覚醒】超サイヤ人4孫悟空（超速）
- 第60弾：【不屈の覚醒】超サイヤ人4ベジータ（超力）
- 第61弾：【果てしなき死闘】孫悟空（少年期）（超知）
- 第62弾：【宇宙一の戦闘民族】ベジータ（超体）
- 第63弾：【謎の威圧感】ヒット（極技）
- 第64弾：【未来を賭けた新たな決断】トランクス（青年期）（未来）（超技）
- 第65弾：【正義の執行と陶酔】ザマス（極速）
- 第66弾：【最後の切り札】孫悟空（超力）
- 第67弾：【偉大な父の息子たち】孫悟飯（青年期）&孫悟天（幼年期）（超技）
- 第68弾：【冷静沈着なナメック戦士】ピッコロ（超体）
- 第69弾：【闘いの決断】超サイヤ人孫悟飯（少年期）（超速）
- 第70弾：【地獄のバトルの幕開け】セル（完全体）（極知）
- 第71弾：【宿命との対峙】孫悟飯（未来）（超知）
- 第72弾：【宇宙の制圧者】クウラ（極力）
- 第73弾：【プログラムされた憎しみ】人造人間13号（極速）
- 第74弾：【燃え盛るライバル対決】超サイヤ人2孫悟空（天使）（超知）
- 第75弾：【嵐を呼ぶライバル対決】超サイヤ人2ベジータ（超技）
- 第76弾：【地球を守る融合戦士】ゴジータ（超力）
- 第77弾：【未来を救う合体戦士】ベジット（超技）
- 第78弾：【最高の闘いの予感】ビルス（超体）
- 第79弾：【再起をかける戦士】バーダック（超速）
- 第80弾：【限界まで引き上げた力】超サイヤ人ゴッドSS孫悟空（界王拳）（超力）
- 第81弾：【想像を超える合体超人】ゴテンクス（超知）
- 第82弾：【溢れ出す怒り】魔人ブウ（善）（極技）
- 第83弾：【第6宇宙の切り札】ケフラ（超力）
- 第84弾：【最強に挑むサイヤ人】超サイヤ人ゴッドSS孫悟空&超サイヤ人ゴッドSSベジータ（超体）
- 第85弾：【伝説のゼットソード】孫悟飯（青年期）（超技）
- 第86弾：【現世に復活した戦士】孫悟空&ベジータ（天使）（超力）
- 第87弾：【パワーと知識の獲得】魔人ブウ（ゴテンクス吸収）（極体）
- 第88弾：【蓄えられた悪意】フリーザ（最終形態）（天使）（極体）
- 第89弾：【宇宙を守る光】超サイヤ人4ゴジータ（超知）
- 第90弾：【銀河を揺るがす波動】ボージャック（極力）
- 第91弾：【あの世の武道家の使命】パイクーハン（超速）
- 第92弾：【地獄の突然変異】ジャネンバ（極技）
- 第93弾：【銀色に輝く新たな姿】孫悟空（身勝手の極意）（超速）
- 第94弾：【ブルーを超えた新たな姿】超サイヤ人ゴッドSSベジータ（進化）（超知）
- 第95弾：【無邪気なコンビ】超サイヤ人トランクス（幼年期）&超サイヤ人孫悟天（幼年期）（超体）
- 第96弾：【制御を超えたパワー】超サイヤ人ブロリー（極知）
- 第97弾：【強く可憐な高校生】ビーデル（超力）
- 第98弾：【みなぎる勇気】超サイヤ人孫悟空(GT)（超体）
- 第99弾：【果てなき挑戦】超サイヤ人ベジータ(GT)（超知）
- 第100弾：【幼き戦士】孫悟飯（幼年期）（超速）
- 第101弾：【あの世での再開】孫悟空（天使）&ベジータ（天使）（超技）
- 第102弾：【驚嘆の進化】超ベジータ（超力）
- 第103弾：【ナメック星最後の闘い】超サイヤ人孫悟空（超知）
- 第104弾：【宇宙一を賭けた闘い】フリーザ（フルパワー）（極速）
- 第105弾：【注目の女戦士たち】カリフラ&ケール（超技）
- 第106弾：【未来と過去の交錯】トランクス（青年期）（超速）
- 第107弾：【荒廃した未来】人造人間17号（未来）&18号（未来）（極技）
- 第108弾：【最高の勝利を目指して】超サイヤ人孫悟空（超体）
- 第109弾：【災厄の目覚め】魔人ブウ（純粋）（極力）
- 第110弾：【紅き神戦士の鼓動】超サイヤ人ゴッド孫悟空&超サイヤ人ゴッドベジータ（超技）
- 第111弾：【猛き戦闘民族の衝動】超サイヤ人4孫悟空&超サイヤ人4ベジータ（超体）
- 第112弾：【ひさしぶりの大仕事】ギニュー（極速）
- 第113弾：【孤独な闘い】魔人ベジータ（極知）
- 第114弾：【狡猾な威嚇】ラディッツ（極体）
- 第115弾：【超緊迫の大舞台】超サイヤ人孫悟空（超力）
- 第116弾：【コンピューターが生み出した怪物】セル（第一形態）（極速）
- 第117弾：【神の気を持った超サイヤ人】超サイヤ人ゴッドSS孫悟空（超知）
- 第118弾：【誇り高きサイヤ人の血をひく者】超サイヤ人ゴッドSSベジータ&超サイヤ人トランクス（未来）（超知）
- 第119弾：【元気少女の活躍】パン(GT)（超技）
- 第120弾：【最凶最悪の変身形態】クウラ（最終形態）（極力）
- 第121弾：【ふたりの超サイヤ人】超サイヤ人孫悟空&超サイヤ人ベジータ（超速）
- 第122弾：【奇想天外な物語】孫悟空（少年期）（超体）
- 第123弾：【新たな人造人間の誕生】ガンマ1号（超力）[注 58]
- 第124弾：【新たな人造人間の襲来】ガンマ2号（超速）
- 第125弾：【知られざるルーツ】バーダック（超技）
- 第126弾：【気合を込めた大一番】ヤムチャ（超知）
- 第127弾：【全てを守る決意】アルティメット孫悟飯（超体）
- 第128弾：【新たな変化と目覚めた力】ピッコロ（潜在能力解放）（超技）
- 第129弾：【結束した超パワー】超サイヤ人3孫悟空&超サイヤ人2ベジータ（超体）
- 第130弾：【死闘のクライマックス】孫悟空（GT）&超サイヤ人4ベジータ（超力）
- 第131弾：【獄炎の復活】人造人間17号&ヘルファイター17号（極力）
- 第132弾：【光から生まれた神戦士】超サイヤ人ゴッド孫悟空（超体）
- 第133弾：【悲しみと怒りの暴走】ケール（暴走）（超速）
- 第134弾：【波乱の決勝戦】孫悟空（超技）
- 第135弾：【嵐を呼ぶ決勝戦】マジュニア（極知）
- 第136弾：【巨大な野望を持つサイヤ人】ターレス（極体）
- 第137弾：【必勝の誓い】超サイヤ人4孫悟空（超知）
- 第138弾：【修業で増大した力】超サイヤ人トランクス（青年期）（超技）
- 第139弾：【戦闘民族の壮絶バトル】超サイヤ人ゴッドSS孫悟空&超サイヤ人ゴッドSSベジータ（超速）
- 第140弾：【神と人との矛盾】合体ザマス（極技）
- 第141弾：【共鳴する呼吸】人造人間17号＆18号（超知）
- 第142弾：【1年間鍛えた力】ピッコロ＆孫悟飯（幼年期）（超力）
- 第143弾：【白衣を着た人造人間】人造人間21号（通常）（超速）
- 第144弾：【一瞬に賭ける勝負】超サイヤ人3孫悟空（超力）
- 第145弾：【実体化した悪夢】ヒルデガーン（極知）
- 第146弾：【混沌の中で覚醒した戦士】超サイヤ人ブロリー（極速）
- 第147弾：【目覚めた野獣】孫悟飯（ビースト）（超力）
- 第148弾：【強烈なライバル心】ベジータ（極技）
- 第149弾：【悪を許さぬ威圧感】トッポ（超体）
- 第150弾：【未曾有の恐怖への抵抗】超サイヤ人3孫悟空（天使）（超速）
- 第151弾：【世界を激変させる魔人】魔人ブウ（善）（極知）
- 第152弾：【時空を超えて手に入れた力】ゴクウブラック（超サイヤ人ロゼ）（極体）
- 第153弾：【波乱を呼ぶ覚醒】孫悟空（身勝手の極意"兆"）（超技）
- 第154弾：【明るく楽しい人生】亀仙人（超力）
- 第155弾：【銀河を揺るがす熱戦】超サイヤ人孫悟空&超サイヤ人孫悟飯（少年期）&超サイヤ人トランクス（青年期）（超体）
- 第156弾：【氷点下より目覚めし悪魔】伝説の超サイヤ人ブロリー（極知）
- 第157弾：【パワーアップの自身】ベジータ（極速）
- 第158弾：【若さへの執着】スラッグ（極力）
- 第159弾：【超パワーの集合体】魔人ブウ（アルティメット悟飯吸収）（極技）
- 第160弾：【魔界への挑戦】超サイヤ人孫悟空（ミニ）（DAIMA）（超知）
- 第161弾：【ミステリアスな魔人】グロリオ（超体）
- 第162弾：【この世によみがえる光】超サイヤ人孫悟空（超技）
- 第163弾：【あの世をさまよう魂】超サイヤ人ベジータ（天使）（超速）
- 第164弾：【修練で得た進化】超サイヤ人3ベジータ（ミニ）（DAIMA）（超体）
- 第165弾：【物語の幕開け】孫悟空（少年期）（超速）
- 第166弾：【待ち望んだ武道大会】セル（完全体）（極力）

ドッカンフェスには特別な種類のものも存在する。種類としては、主に周年記念や年末、ゴールデンウィークや夏場などの大型キャンペーン時に2つのドッカンフェスを同時に開催し、期間内であれば連続ガシャを3回引くと10連ガシャが1回無料で引ける「Wドッカンフェス」、元旦に行われる特定のステップ毎にフェス限キャラクターと最高レアリティであるLRまでドッカン覚醒可能なキャラクターを入手できる「新春ステップアップドッカンフェス」、極限Zバトルに対応したフェス限キャラクターなどを入手できる「極限ドッカンフェス」、6月末に開催される七夕キャンペーンで初登場したLRキャラクターおよび同時登場した通常ガシャキャラクターがピックアップされ、それに加えその年の周年記念キャラクターが初再録される「七夕ドッカンフェス」の4つである。
伝説降臨祭
2022年の夏の大型キャンペーンで初登場したガシャ。「祭」と名の付くガシャでしか排出されないキャラクター（祭限定）が新登場および排出対象となっており、LRまでドッカン覚醒可能なキャラクターが新登場の1体を含め7体ピックアップされている。ピックアップ外のLRキャラクターも排出対象となっているため、ゲーム内で最もLRキャラクターが排出されやすいガシャとなっている。1回引くごとに祭コイン（緑）が貰える。
伝説降臨祭も過去の大型キャンペーン時のWドッカンフェス同様、期間内であれば連続ガシャを3回引くと10連ガシャを1回無料で引くことができる。また、同時に開催されるドッカンフェスのキャラクターと対になるキャラクターが登場する。
このガシャの登場により大型キャンペーン時の新LRキャラクターが登場するガシャが4つに増え、ドッカンフェスでフェス限定キャラクターが再録されるタイミングが変化した。
2023年開催の8周年キャンペーンでは「双伝説降臨祭」と称され、Wドッカンフェス同様、同時に2種類の伝説降臨祭が開催された。
聖龍祭
クリスマスシーズンに開催される昇龍祭の特別バージョン。基本形式は後述の昇龍祭と同一。ピックアップにLRまでドッカン覚醒するキャラクターが含まれている。また、10連ガシャを引くと老界王神カードと同じく必殺技レベルを上げることが可能なサンタクロース衣装のキャラクターがおまけに付いてくる。
2022年からは祭限定キャラクターが新登場するようになり、貰えるコインも通常のガシャコインから祭コインへと変更された。過去に登場した祭限定キャラクターは排出対象となっていない。
昇龍祭
SSR登場確率が2倍かつSR以上確定のガシャ。フェス限以外のLRまでドッカン覚醒可能なキャラクター、SSR、SRキャラクターが排出される。2020年から2022年は「ピチピチギャル」カテゴリのSSRキャラクターが2体新登場するという形式だったが、2023年からは開催時期が早まり、祭限定キャラクターが新登場するようになった。また、貰えるコインも通常のガシャコインから祭コインへと変更された。さらに、聖龍祭で初登場した祭限定キャラクターが初再録された。
以下、祭限定キャラクターの一覧（※記載されているキャラクターは各ガシャが開催された時に初登場したキャラクターである。各キャラクターの名称は排出時名義。【】内は二つ名。（）内は流派および属性を表している）。
- 第1弾：【真の怒りと覚醒】超サイヤ人孫悟空（超技）（伝説降臨祭で登場）
- 第2弾：【執念の再始動】メタルクウラ（極体）（伝説降臨祭で登場）
- 第3弾：【スーパーパワー結集】超サイヤ人孫悟空（超力）（聖龍祭で登場）
- 第4弾：【秘めた可能性】孫悟飯（幼年期）（超知）（伝説降臨祭で登場）
- 第5弾：【雲の向こうに広がる世界】孫悟空（超速）（伝説降臨祭で登場）
- 第6弾：【マイナスパワーの結集】超一星龍（極速）（昇龍祭で登場）
- 第7弾：【未来に生きる者の使命】超サイヤ人トランクス（未来）（超体）（伝説降臨祭で登場）
- 第8弾：【明日の見えぬ闘い】超サイヤ人孫悟飯（未来）（超力）（伝説降臨祭で登場）
- 第9弾：【三大超サイヤ人集結】超サイヤ人孫悟空＆超サイヤ人ベジータ＆超サイヤ人トランクス（青年期）（超知）（聖龍祭で登場）
- 第10弾：【圧巻のフュージョン戦士】超サイヤ人ゴジータ（超体）（伝説降臨祭で登場）
- 第11弾：【正義を宿した人造人間】ガンマ1号＆ガンマ2号（超知）（伝説降臨祭で登場）
- 第12弾：【感情を捨てた強さ】ジレン（超速）（昇龍祭で登場）
- 第13弾：【悲しき運命のサイヤ人】ブロリー（極技）（伝説降臨祭で登場）
- 第14弾：【7年前から続く因縁】超サイヤ人孫悟飯（青年期）（超力）（伝説降臨祭で登場）
- 第15弾：【異次元を突破するパワー】超サイヤ人3ゴテンクス（超技）（聖龍祭で登場）
- 第16弾：【仲間の心を取り戻す闘い】超サイヤ人3孫悟空（GT）（超速）（伝説降臨祭で登場）
- 第17弾：【蒼く燃える誇りの力】超サイヤ人ゴッドSSベジータ（進化）（超力）（伝説降臨祭で登場）
- 第18弾：【闘志の覚醒】超サイヤ人2孫悟飯（少年期）（超体）（伝説降臨祭で登場）
- 第19弾：【危険すぎる助っ人】フリーザ（最終形態）（天使）（伝説降臨祭で登場）

伝説降臨
最高レアリティであるLRまでドッカン覚醒可能なキャラがピックアップおよび排出対象に含まれているガシャ。ドッカンフェスと同じくガシャを1回引くために必要な龍石は5個、10回連続で引くために必要な龍石は50個である。伝説降臨には2体の新LRがピックアップに含まれる「頂・伝説降臨」という特別な種類のものも存在する。どちらも1回引くことに伝説降臨コイン（金）が貰える。また、極限Zバトルに対応したLRまでドッカン覚醒可能なキャラクターがピックアップ対象に含まれている「極限伝説降臨」も存在する。こちらは1回引くことにガシャコイン（青）が貰える。
2023年10月開催の伝説降臨からは仕様が変更され、10連ガシャを2回引くたびに次の10連ガシャ（30連目）でピックアップSSRキャラクターが確定で排出されるようになり（最大7回）、貰えるコインが伝説降臨コイン（限定）になった。
その他のガシャ
カテゴリガシャ
特定のカテゴリに所属するSSRキャラクターがピックアップされたガシャ。初回30連までは通常10連に必要な龍石が50個のところを30個で引くことができる。かつては似た形式のガシャとして女性キャラクターのみがピックアップされた「ヒロインコレクション」ガシャが開催されていた。

属性ガシャ
属性毎に5種類のガシャが存在し、そのガシャに対応した属性のキャラクターのみがレベルMAXの状態で排出される。その他潜在能力玉や老界王神カードが入手できる。またこのガシャでしか排出されない特殊なSSRキャラクターも存在する。属性ガシャでのみ入手可能なキャラクターは以下の通り（※排出時名義、【】内は二つ名）。
速属性
【おてんばトラブルメーカー】パン(GT)（超速）
【重厚な軍略】ハイパーメガリルド（極速）
技属性
【命がけの必殺技】天津飯（超技）
【完全体への執着】セル（第二形態）（極技）
知属性
【未完成の素質】孫悟飯（幼年期）（超知）
【野望の快進撃】ベジータ（極知）
力属性
【純粋な憧れ】超サイヤ人キャベ（超力）
【闘いの中での成長】ヒット（極力）
体属性
【究極レベルアップの予兆】孫悟飯（青年期）（超体）
【悪夢の再生】魔人ブウ（悪）（極体）

コラボガシャ
他ゲーム、別作品とコラボした際に開催されるガシャ。龍石50個または30個で10連を引くことができ、ガシャから排出されるSSRキャラクターは必ずコラボキャラとなっている。
過去に開催されたコラボガシャ
ドラゴンボールヒーローズコラボガシャ（後にスーパードラゴンボールヒーローズコラボガシャに変更）
スーパードラゴンボールヒーローズコラボガシャ
アラレちゃんコラボガシャ
ドラゴンボールフュージョンズコラボガシャ
現時点では『スーパードラゴンボールヒーローズ』のみ、『ヒーローズ』の周年キャンペーン時にのみコラボガシャを開催している。基本的にコラボキャラクターは通常のガシャから排出されることはないが『ドラゴンボールフュージョンズ』のコラボキャラクターのみは2018年11月から通常のガシャからも排出されるようになった。

不思議な儀式ガシャ
月2回開催される、必殺技レベルを上げるのに必要なアイテムである老界王神カードのみが排出されるガシャ。かつては不定期に開催されていたが2019年10月以降、毎月2回程度のペースで開催されるようになった。このガシャにシングルガシャはなく、10連ガシャでしか引くことができず2回までしか引くことができない。10連ガシャを引くと老界王神カードがさらに1枚おまけについてくる。

友情ガシャ
フレンド、ゲストキャラクターを使用することやミッションなどで入手できる友情ポイントを使って回すガシャ。10連ガシャで金、銀、銅いずれかのサタン像カード（売却時にゲーム内通貨のゼニーを大量獲得できるカード）が確定で排出される。ピックアップキャラの中にはLRまでドッカン覚醒可能なSRキャラクターも含まれている。

### コイン交換機能
龍石を使って引くガシャではガシャを引くと各種コインがおまけで入手が可能。一度に使用した龍石5個につきそれぞれに対応したコインを1枚獲得可能。各種コインは一定枚数集めることで秘宝交換所にて対応したラインナップのキャラクターと交換することが可能。ただし、新登場したばかりのキャラクターはラインナップの対象外。交換の必要枚数はキャラクターにより異なる。
DOKKANフェスコイン
各種ドッカンフェスのおまけで入手可能な赤色のコイン。フェス限定キャラクターと交換できる。ラインナップは現在開催中のガシャのピックアップに入っているフェス限定キャラクターが該当。
各キャラクターの交換に必要な枚数は以下の通り。
- LRまでドッカン覚醒可能なフェス限定キャラクター【500枚】
- 【究極のフュージョン】超サイヤ人4ゴジータ以降のフェス限定キャラクター【400枚】[注 72]
- 【赤き勇姿】超サイヤ人4孫悟空から【絶望を呼ぶ超進化】超サイヤ人3ブロリーまでのフェス限定キャラクター【200枚】
- 【死を呼ぶ咆哮】伝説の超サイヤ人ブロリーから【抑えきれぬ怒り】超サイヤ人ゴッドSSベジータまでのフェス限定キャラクター【150枚】[注 73]

祭コイン
各種「祭」の名が付くガシャのおまけで入手可能な緑色のコイン。祭限定キャラクター、開催中のガシャにピックアップされているLRまでドッカン覚醒可能なキャラクターおよびSSRキャラクターと交換できる。
各キャラクターの交換に必要な枚数は以下の通り。
- 開催中のガシャにピックアップされているLRまでドッカン覚醒可能なキャラクター[注 74]【500枚】
- 開催中のガシャにピックアップされているSSRキャラクター【200枚】

伝説降臨コイン
各種伝説降臨でのおまけで入手可能な金色のコイン。LRまでドッカン覚醒可能なキャラクターとのみ交換できる。ラインナップは一定の期間が過ぎた後のキャラクターが該当。キャラクターの交換に必要な枚数は一律で500枚。
ガシャコイン
カテゴリガシャなどその他系に該当するガシャでのおまけで入手可能な青色のコイン。老界王神カードや属性ガシャ限定キャラクターと交換できる。
- 老界王神カード【10枚】
- 属性ガシャ限定キャラクター【300枚】

伝説降臨コイン（限定）
2023年10月から伝説降臨がリニューアルされ入手可能になった銀色のコイン。通常の伝説降臨コインと違い、LRまでドッカン覚醒可能なキャラクターとは一切交換できないが、新登場したLRキャラクターは1回だけ交換できる。また、通常の伝説降臨コインとも交換できる。
交換に必要な枚数は以下の通り。
- LRまでドッカン覚醒可能な新登場キャラクター【200枚】[注 75]
- 伝説降臨コイン（1枚）【1枚】

これらのコインはチケットで引いたり無料で引けるような龍石を消費しないガシャでは獲得できない。
また、Ver.4.16.0以降は「ガシャで入手したSSRキャラクターと二つ名が同じキャラクター」または「その該当したキャラクターのドッカン覚醒した後のキャラクター」を潜在能力解放率100%の状態で所持している場合、ガシャから排出された対象となるSSRキャラクターを各種コインと3枚交換できるようになった。ただし龍石を使わないガシャから排出されたキャラクターは交換不可能。その他、Ver.4.16.0のアップデート前に所持していたSSRキャラクターは前述の条件に該当していた場合でも交換の対象外である。

## 受賞
- 「モバイルプロジェクト・アワード2016」モバイルコンテンツ部門優秀賞[9]

## 歴史
- 2015年1月30日 - Android版配信開始。
- 2015年2月19日 - iOS版配信開始。
- 2015年2月24日 - Android版バージョン1.1.0公開。バトルシーンに倍速機能の追加など。
- 2015年2月26日 - 590（ゴクウ）万ダウンロード突破[10]。
- 2015年3月4日 - ios版バージョン1.1.0公開。バトルシーンに倍速機能の追加、キャッシュクリア機能が追加など。
- 2015年3月18日 - バージョン1.1.2公開。ステージの機能追加、一部機能の高速化など。
- 2015年3月19日 - 1000万ダウンロード突破記念キャンペーンを実施[11]。
- 2015年4月13日 - バージョン1.1.3公開。省エネモードの追加、神龍のボイスの追加、バトル演出（オーラエフェクト機能）の追加など。
- 2015年5月15日 - 1500万ダウンロード突破[12]。
- 2015年5月29日 - バージョン1.2.0公開。ミッション機能の追加など。
- 2015年7月6日 - バージョン2.0.1公開。新コンテンツ「天下一武道会」の追加など。
- 2015年7月23日 - バージョン2.1.0公開。チームメニューに図鑑機能を追加など。
- 2015年8月27日 - バージョン2.2.0公開。同じ名前のキャラクターを修行相手にしても、一定確率で必殺技レベルが上昇するように変更された。2000万ダウンロード突破[13]。
- 2015年9月30日 - バージョン2.4.0公開。ショップに交換所機能を追加、ガシャを引いた際の演出を追加など。
- 2015年10月29日 - バージョン2.5.0公開。チームメニューにドッカン覚醒一覧を追加、すごろくパートの高速化など。
- 2015年11月4日 - 海外配信1000万ダウンロード達成。国内外合わせて3000万ダウンロードを突破[14]。
- 2015年12月4日 - バージョン2.6.0公開。チーム編成機能の追加、選択可能なフレンド数4人→8人に拡張など。
- 2015年12月21日 - バージョン2.6.2公開。超激戦イベントのためのスキルの追加など。
- 2016年1月28日 - バージョンは2.7.1公開。新スキルの追加、iOS 9に対応など。国内2500万ダウンロード突破。全世界4000万ダウンロードを突破。
- 2016年1月29日 - 1周年を記念して、「ドラゴンボールZ ドッカンバトル1周年とびっきりのカムバックキャンペーン」を開催[15]。
- 2016年2月22日 - バージョン2.8.1公開。新スキルの追加、フレンドの最大数が70に増加、選択可能なフレンド数8人→15人、ゲスト数4人→5人に拡張など。
- 2016年3月15日 - 全世界5000万ダウンロードを突破[16]。
- 2016年3月28日 - バージョン2.9.0公開。ガシャの更新など。
- 2016年4月25日 - 新スキル「大猿化」が登場。
- 2016年5月12日 - バージョン2.10.0公開。ガシャのスカウター画面で必殺技アニメーションを確認できるように変更された。
- 2016年5月16日 - 優れたゲームやアプリを紹介する「Google Play Awards」のグローバルカテゴリーにノミネートした[17]。
- 2016年5月17日 - 全世界6000万ダウンロードを突破。
- 2016年6月30日 - バージョン2.12.0公開。新スキルの追加など。
- 2016年7月1日 - 全世界7777万ダウンロードを突破[18]。
- 2016年7月4日 - 「モバイルプロジェクト・アワード2016」モバイルコンテンツ部門の優秀賞を獲得[9]。
- 2016年7月28日 - バージョン2.13.0公開。物語イベント（復刻）追加、新スキルの追加、フェイスブック連携機能の追加など。
- 2016年9月1日 - 全世界9000万ダウンロード突破[19]。
- 2016年9月15日 - バージョン2.14.0公開。ガシャ、イベントの更新など。
- 2016年10月25日 - バージョン2.15.0公開。ガシャ、イベントの更新など。
- 2016年10月26日 - 全世界1億ダウンロード突破[20]。
- 2017年1月29日 - 2周年イベント「2周年特別SELECT DOKKANフェス」開催[21]。
- 2017年1月30日 - 全世界1億2800万ダウンロード突破[22]。
- 2017年4月3日 - 全世界1億4000万ダウンロード突破[23]。
- 2017年4月28日 - 全世界1億5000万ダウンロード突破[24]。
- 2017年6月30日 - 全世界1億8000万ダウンロード突破[25]。
- 2017年7月28日 - 全世界2億ダウンロード突破[26]。
- 2018年1月29日 - 3周年イベント「W DOKKANフェス」開催。また、3周年を記念して、KinKi KidsとのコラボCMが公開された[27]。
- 2018年8月28日 - 全世界2億5000万ダウンロード突破[28]。
- 2018年12月27日 - 映画『ドラゴンボール超 ブロリー』とのコラボイベントが開催。「超サイヤ人ゴジータ」と「超サイヤ人ブロリー」がフェスに登場[29]。
- 2019年1月31日 - 4周年イベント「驚天動地の大冒険！4周年究極DOKKAN謝祭」開催[30]。
- 2019年8月9日 - 全世界3億ダウンロード突破[31]。
- 2020年1月29日 - 5周年イベント「超次元融合合体！5周年神越DOKKAN謝祭」開催[32]。
- 2021年1月29日 - 6周年イベント「激突×団結！6周年超絶DOKKAN謝祭」開催[33]。
- 2021年8月28日 - 「全世界3億5000万DL突破‼地球まるごと！大発進キャンペーン」開催[34]。
- 2022年1月29日 - 7周年イベント「無限大の究極バトル！7周年特大DOKKAN謝祭」開催[35][注 76]。
- 2022年6月11日 - 映画『ドラゴンボール超  スーパーヒーロー』との連動キャンペーン第1弾が開催[36]。
- 2022年8月21日 - 劇場版連動キャンペーン第2弾が開催。高難易度イベント「目覚める恐怖！セルマックス」登場。
- 2022年8月26日 - 「地球まるごと！宇宙最強キャンペーン」開催[37][注 77]。
- 2022年10月20日 - 劇場版連動キャンペーン第3弾が開催。「ガンマ1号」と「ガンマ2号」がフェスに登場[38]。
- 2022年12月28日 - 劇場版連動キャンペーン第4弾が開催。「アルティメット孫悟飯」[注 78]と「ピッコロ（潜在能力解放）」[注 79]がフェスに登場[39][注 80][注 81]。
- 2023年1月21日 - 8周年記念ファンミーティング開催[40]。
- 2023年1月29日 - 8周年イベント「さわげ元気玉！8周年究極DOKKAN謝祭」開催[41][注 82]。
- 2023年6月29日 - 「天まで届け！七夕DOKKANキャンペーン」開催[42][注 83]。
- 2023年8月25日 - 「地球まるごと！時空超越キャンペーン」開催[43][注 84]。
- 2024年1月29日 - 9周年イベント「究極を超えろ!9周年極大DOKKAN謝祭」開催。
- 2025年1月29日- 10周年イベント「果てしなき闘いへ！10周年超極大DOKKAN謝祭」開催。